# 잭슨의 음반 내용과 참여 목록
다음은 대한민국의 보이 그룹 GOT7의 멤버이자, 솔로 가수이자 프로듀서 잭슨 (Jackson Wang)이 작사, 작곡 및 프로듀싱에 참여한 목록이다.

## 음반 참여

### 잭슨 (Jackson Wang)
| 연도 | Artist                                            | 앨범명                                         | 곡명                                  | 비고 |
| ---- | ------------------------------------------------- | ---------------------------------------------- | ------------------------------------- | --- |
| 2022 | 잭슨 (Jackson Wang)                               | 《MAGIC MAN》                                  | 〈Blow〉                              | - 작사, 작곡 : 잭슨 (Jackson Wang), Jack Samson, Cambo, Liam Kevany, Louis Bartolini, Patrick “J. Que” Smith |
| 2022 | 잭슨 (Jackson Wang)                               | 《MAGIC MAN》                                  | 〈Cruel〉                             | - 작사, 작곡 : 잭슨 (Jackson Wang), Cameron Bartolini Music, Jackson Wang, Kyle A Thornton, Louis Bartolini, Roland Gajate Garcia |
| 2022 | 잭슨 (Jackson Wang)                               | 《MAGIC MAN》                                  | 〈Champagne Cool〉                    | - 작사, 작곡 : 잭슨 (Jackson Wang), Cambo, Jack Samson, Louis Bartolini, Patrick “J. Que” Smith |
| 2022 | 잭슨 (Jackson Wang)                               | 《MAGIC MAN》                                  | 〈Go Ghost〉                          | - 작사, 작곡 : 잭슨 (Jackson Wang), Dru DeCaro, Louis Bartolini, Powers Pleasant, Sueco |
| 2022 | 잭슨 (Jackson Wang)                               | 《MAGIC MAN》                                  | 〈Drive It Like yous Stole It〉       | - 작사, 작곡 : 잭슨 (Jackson Wang), Vaughn Elsas, Parrish Warrington, Rook Monroe |
| 2022 | 잭슨 (Jackson Wang)                               | 《MAGIC MAN》                                  | 〈Come Alive〉                        | - 작사, 작곡 : 잭슨 (Jackson Wang), Cambo, Chris Miles, Jack Samson, Leelee, Louis Bartolini |
| 2022 | 잭슨 (Jackson Wang)                               | 《LOST & FOUND》                               | 〈In My Bed〉                         | - 작사, 작곡 : 잭슨 (Jackson Wang), Capi, Gregory "aldae" Hein, Jonathan L. Wienner, Sam Homaee |
| 2022 | 잭슨 (Jackson Wang)                               | 《LOST & FOUND》                               | 〈The Moment〉                        | - 작사, 작곡 : 잭슨 (Jackson Wang), Alda Agustiano, Antoine Norwood, Roget Chahayed, Taylor Dexter, Wesley Singerman |
| 2022 | 잭슨 (Jackson Wang)                               | 《Jackson Wang》                               | 〈王嘉爾 JACKSON WANG〉               | - 작사 : 잭슨 (Jackson Wang) - 작곡 : 잭슨 (Jackson Wang) - 편곡 : 잭슨 (Jackson Wang), Isaac Han, Gingerbread |
| 2021 | 잭슨 (Jackson Wang), Jackson Wang, Internet Money | 《Drive You Home》                             | 〈Drive You Home〉                    | - Directed by Jackson Wang & Mamesjao - Written & Screenplay by Mamesjao & Jackson Wang - Produced by Club Media - Presented by Ryce & Rec.94 |
| 2021 | 잭슨 (Jackson Wang)                               | 《LMLY》                                       | 〈LMLY〉                              | - Music Video Directed by Jackson Wang and Mamesjao - Production Company: TEAM WANG and Core.A Creative - Scripted by : Jackson Wang - Edited by: Mamesjao - Produced by: Sarah Kim |
| 2021 | 잭슨 (Jackson Wang)                               | 《一個人 (Alone)》                             | 〈一個人 (Alone)〉                    | - Music Video Directed by Jackson Wang and Ojun Kwon - Production Company : TEAM WANG and Always Run Film Production |
| 2020 | 잭슨 (Jackson Wang)                               | 《100 Ways》                                   | 〈100 Ways〉                          | - 작사 : 잭슨 (Jackson Wang), Peter Rycroft, Pablo Bowman, Emir Taha, Tom Mann - 작곡 : 잭슨 (Jackson Wang), Peter Rycroft, Pablo Bowman, Emir Taha, Tom Mann |
| 2020 | 잭슨 (Jackson Wang), Galantis                     | 《Pretty Please》                              | 〈Pretty Please〉                     | - 작사 : 잭슨 (Jackson Wang), KARLSSON CHRISTIAN LARS, ADAM KORBESMEYER, JERRY LANG, JAN POSTMA, JORDI THOM CORNE FLUITER DE, JEREMY P.FELTON - 작곡 : 잭슨 (Jackson Wang), KARLSSON CHRISTIAN LARS, ADAM KORBESMEYER, JERRY LANG, JAN POSTMA, JORDI THOM CORNE FLUITER DE, JEREMY P.FELTON                                                             |
| 2019 | 잭슨 (Jackson Wang)                               | 《MIRRORS》                                    | 〈BULLET TO THE HEART〉               | - 작사 : 잭슨 (Jackson Wang), HEIN ROBERT GREGORY, IAN GOTTSCHALK, SAM HOMAEE, JOHN WIENNER - 작곡 : 잭슨 (Jackson Wang), HEIN ROBERT GREGORY, IAN GOTTSCHALK, SAM HOMAEE, JOHN WIENNER |
| 2019 | 잭슨 (Jackson Wang)                               | 《MIRRORS》                                    | 〈DWAY〉                              | - 작사 : 잭슨 (Jackson Wang), AMIRKHANI BIJAN, HEIN ROBERT GREGORY, JACOBS RAY DAVON, LOPEZ SEBASTIAN ALFREDO, POWELL MAURICE DEVON, RAHMAN JAKE ASHER, SASSMAN AMBER MARIE - 작곡 : 잭슨 (Jackson Wang), AMIRKHANI BIJAN, HEIN ROBERT GREGORY, JACOBS RAY DAVON, LOPEZ SEBASTIAN ALFREDO, POWELL MAURICE DEVON, RAHMAN JAKE ASHER, SASSMAN AMBER MARIE |
| 2019 | 잭슨 (Jackson Wang)                               | 《MIRRORS》                                    | 〈ON THE ROCKS〉                      | - 작사 : 잭슨 (Jackson Wang), HEIN GREG, OWENS KYLE HENRY BAILEY, SEAN TURK, MAURICE POWELL - 작곡 : 잭슨 (Jackson Wang), HEIN GREG, OWENS KYLE HENRY BAILEY, SEAN TURK, MAURICE POWELL |
| 2019 | 잭슨 (Jackson Wang)                               | 《MIRRORS》                                    | 〈UNLESS I M WITH YOU〉               | - 작사 : 잭슨 (Jackson Wang), BOYTOY, HEIN ROBERT GREGORY, DOLD CHRISTIAN MICHAEL, MATHIAS ROSENHOLM - 작곡 : 잭슨 (Jackson Wang), BOYTOY, HEIN ROBERT GREGORY, DOLD CHRISTIAN MICHAEL, MATHIAS ROSENHOLM |
| 2019 | 잭슨 (Jackson Wang)                               | 《Oxygen》                                     | 〈Oxygen〉                            | - 작사 : 잭슨 (Jackson Wang) - 작곡 : 잭슨 (Jackson Wang), BOYTOY |
| 2018 | 잭슨 (Jackson Wang)                               | 《X》                                          | 〈X〉                                 | - 작사 : 잭슨 (Jackson Wang) - 작곡 : 잭슨 (Jackson Wang), BOYTOY |
| 2018 | 잭슨 (Jackson Wang)                               | 《Different Game (feat. Gucci Mane) - Single》 | 〈Different Game (feat. Gucci Mane)〉 | - 작사 : 잭슨 (Jackson Wang), Gucci Mane - 작곡 : 잭슨 (Jackson Wang), BOYTOY - 편곡 : 잭슨 (Jackson Wang), BOYTOY |
| 2018 | 잭슨 (Jackson Wang)                               | 《Fendiman》                                   | 〈Fendiman〉                          | - 작사 : 잭슨 (Jackson Wang) - 작곡 : 잭슨 (Jackson Wang), BOYTOY - 편곡 : 잭슨 (Jackson Wang), BOYTOY |
| 2018 | 잭슨 (Jackson Wang)                               | 《Dawn of Us》                                 | 〈Dawn of us〉                        | - 작사 : 잭슨 (Jackson Wang) - 작곡 : 잭슨 (Jackson Wang), BOYTOY - 편곡 : 잭슨 (Jackson Wang), BOYTOY |
| 2017 | 잭슨 (Jackson Wang)                               | 《Okay》                                       | 〈OKAY〉                              | - 작사 : 잭슨 (Jackson Wang) - 작곡 : 잭슨 (Jackson Wang), BOYTOY - 편곡 : 잭슨 (Jackson Wang), BOYTOY |
| 2017 | 잭슨 (Jackson Wang)                               | 《Papillon》                                   | 〈Papillon〉                          | - 작사 : 잭슨 (Jackson Wang) - 작곡 : 잭슨 (Jackson Wang), BOYTOY - 편곡 : 잭슨 (Jackson Wang), BOYTOY |

### GOT7
| 연도   | Artist | 참고 문서                      |
| ------ | ------ | ------------------------------ |
| 2014 ~ | GOT7   | - GOT7의 음반 내용과 참여 목록 |

#### 음반
| 연도 | 발매일     | 앨범명                          | Artist | GOT7                             | 곡명                                                       | 비고 |
| ---- | ---------- | ------------------------------- | ------ | -------------------------------- | ---------------------------------------------------------- | --- |
| 2025 | 2025.01.20 | 《WINTER_HEPTAGON》             | GOT7   | 잭슨                             | 〈SMOOTH〉                                                 | - 작사 : 잭슨 (Jackson Wang), Alexis Andrea Boyd, Sayak Das, Louis Bartolini - 작곡 : 잭슨 (Jackson Wang), Louis Bartolini, Sayak Das                                                                                    |
| 2025 | 2025.01.20 | 《WINTER_HEPTAGON》             | GOT7   | GOT7                             | 〈우리가 할 수 있는 말은.〉                                | - 작사 : GOT7 |
| 2020 | 2020.11.30 | 《Breath of Love : Last Piece》 | GOT7   | 잭슨                             | 〈SPECIAL〉                                                | - 작사 : 잭슨 (Jackson Wang), BOYTOY, Young Sky - 작곡 : 잭슨 (Jackson Wang), BOYTOY, Young Sky - 편곡 : 잭슨 (Jackson Wang), BOYTOY                                                                                     |
| 2020 | 2020.04.20 | 《DYE》                         | GOT7   | 마크 (Mark Tuan) 뱀뱀 잭슨       | 〈God has return + Mañana〉 - 마크 (Mark Tuan), 뱀뱀, 잭슨 | - 작사 : 마크 (Mark Tuan), 뱀뱀, 잭슨 (Jackson Wang) - 작곡 : 뱀뱀, FRANTS - 공표일자 : 2019.06.15 GOT7 2019 WORLD TOUR 'KEEP SPINNING' IN SEOUL                                                                         |
| 2018 | 2018.12.03 | 《Present : YOU & ME Edition》  | GOT7   | 잭슨 뱀뱀 유겸                   | 〈I Love It〉 - 잭슨, 뱀뱀, 유겸                           | - 작사 : 잭슨 (Jackson Wang), Genneo - 작곡 : 잭슨 (Jackson Wang), Genneo - 공표일자 : 2016.04.29 GOT7 1ST CONCERT FLY IN SEOUL                                                                                          |
| 2018 | 2018.12.03 | 《Present : YOU & ME Edition》  | GOT7   | 잭슨 뱀뱀 유겸                   | 〈WOLO〉 - 잭슨, 뱀뱀, 유겸                                | - 작사 : 잭슨 (Jackson Wang), 뱀뱀, 유겸 - 작곡 : 잭슨 (Jackson Wang), Genneo - 편곡 : 잭슨 (Jackson Wang), Genneo - 무대 컨셉, 의상 아이디어 : 뱀뱀 - 안무 : 유겸 - 공표일자 : 2016.04.29 GOT7 1ST CONCERT FLY IN SEOUL |
| 2018 | 2018.12.03 | 《Present : YOU & ME Edition》  | GOT7   | 잭슨                             | 〈Hunger〉 - 잭슨 Solo                                     | - 작사 : 잭슨 (Jackson Wang) - 작곡 : 잭슨 (Jackson Wang), BOYTOY - 편곡 : 잭슨 (Jackson Wang), BOYTOY - 2018.05.04 GOT7 2018 WORLD TOUR 'EYES ON YOU'                                                                   |
| 2018 | 2018.12.03 | 《Present : YOU & ME Edition》  | GOT7   | 잭슨 유겸                        | 〈Phoenix〉 - 잭슨, 유겸                                   | - 작사 : 잭슨 (Jackson Wang), 유겸 - 작곡 : 잭슨 (Jackson Wang), 유겸, BOYTOY - 편곡 : 잭슨 (Jackson Wang), BOYTOY - 2018.05.04 GOT7 2018 WORLD TOUR 'EYES ON YOU'                                                       |
| 2018 | 2018.09.17 | 《Present : YOU》               | GOT7   | 마크 (Mark Tuan) 잭슨            | 〈OMW (Feat. 잭슨)〉 - 마크 (Mark Tuan) Solo               | - 작사 : 마크 (Mark Tuan), 잭슨 (Jackson Wang), BOYTOY, Wizil - 작곡 : 마크 (Mark Tuan), 잭슨 (Jackson Wang), BOYTOY - 편곡 : 잭슨 (Jackson Wang), BOYTOY                                                                |
| 2018 | 2018.09.17 | 《Present : YOU》               | GOT7   | 잭슨                             | 〈Made It〉 - 잭슨 Solo                                    | - 작사 : 잭슨 (Jackson Wang) - 작곡 : 잭슨 (Jackson Wang), BOYTOY - 편곡 : 잭슨 (Jackson Wang), BOYTOY |
| 2017 | 2017.10.10 | 《7 for 7》                     | GOT7   | 마크 (Mark Tuan) 잭슨 뱀뱀       | 〈Face〉                                                   | - 작사 : 마크 (Mark Tuan), 잭슨 (Jackson Wang), 뱀뱀, 이우민, Mayu Wakisaka - 랩 메이킹 : 마크 (Mark Tuan), 잭슨 (Jackson Wang), 뱀뱀                                                                                    |
| 2017 | 2017.03.13 | 《FLIGHT LOG : ARRIVAL》        | GOT7   | 잭슨 JAY B 마크 (Mark Tuan) 뱀뱀 | 〈Shopping Mall〉                                          | - 작사 : 잭슨 (Jackson Wang), Def., 마크 (Mark Tuan), 뱀뱀, earattack - 작곡 : 잭슨 (Jackson Wang), earattack, 5$ |
| 2017 | 2017.03.13 | 《FLIGHT LOG : ARRIVAL》        | GOT7   | JAY B 마크 (Mark Tuan) 뱀뱀 잭슨 | 〈Go Higher〉                                              | - 작사 : Def., 마크 (Mark Tuan), 뱀뱀, 잭슨 (Jackson Wang), earattack - 작곡 : Def., earattack, 5$ |
| 2017 | 2017.03.13 | 《FLIGHT LOG : ARRIVAL》        | GOT7   | 잭슨                             | 〈OUT〉                                                    | - 작사 : 잭슨 (Jackson Wang), BOYTOY, Wizil - 작곡 : 잭슨 (Jackson Wang), BOYTOY |
| 2016 | 2016.09.27 | 《FLIGHT LOG : TURBULENCE》     | GOT7   | 잭슨                             | 〈Boom x3〉                                                | - 작사 : 잭슨 (Jackson Wang), BOYTOY, 페노메코 - 작곡 : 잭슨 (Jackson Wang), BOYTOY |
| 2016 | 2016.09.27 | 《FLIGHT LOG : TURBULENCE》     | GOT7   | 유겸 마크 (Mark Tuan) 뱀뱀 잭슨  | 〈노잼〉                                                   | - 작사 : 유겸, 마크 (Mark Tuan), 뱀뱀, 잭슨 (Jackson Wang), Frants - 작곡 : 유겸, 마크 (Mark Tuan), Frants |
| 2016 | 2016.09.27 | 《FLIGHT LOG : TURBULENCE》     | GOT7   | 영재 마크 (Mark Tuan) 잭슨       | 〈아파〉                                                   | - 작사 : Ars - 랩 메이킹 : 마크 (Mark Tuan), 잭슨 (Jackson Wang) |
| 2015 | 2015.11.23 | 《MAD Winter Edition》          | GOT7   | 잭슨                             | 〈고백송〉                                                 | - 랩 메이킹 : 크루셜 스타, 잭슨 (Jackson Wang) |
| 2015 | 2015.09.29 | 《MAD》                         | GOT7   | 마크 (Mark Tuan) 잭슨            | 〈느낌이 좋아〉                                            | - 랩 메이킹 : 마크 (Mark Tuan), 잭슨 (Jackson Wang) |
| 2015 | 2015.09.29 | 《MAD》                         | GOT7   | 마크 (Mark Tuan) 잭슨            | 〈GOOD〉                                                   | - 랩 메이킹 : 마크 (Mark Tuan), 잭슨 (Jackson Wang) |
| 2015 | 2015.09.29 | 《MAD》                         | GOT7   | 잭슨                             | 〈Tic Tic Tok〉                                            | - 랩 메이킹 : 잭슨 |
| 2015 | 2015.07.13 | 《Just Right》                  | GOT7   | 마크 (Mark Tuan) 잭슨            | 〈Back To Me〉                                             | - 랩 메이킹 : 마크 (Mark Tuan), 잭슨 (Jackson Wang) |
| 2014 | 2014.11.18 | 《Identify》                    | GOT7   | 잭슨                             | 〈그냥 오늘 밤〉                                           | - 랩 메이킹 : Ryan IM, 잭슨 (Jackson Wang) |
| 2014 | 2014.11.18 | 《Identify》                    | GOT7   | 잭슨                             | 〈달빛〉                                                   | - 랩 메이킹 : Noday, Chloe, 잭슨 (Jackson Wang) |
| 2014 | 2014.06.23 | 《GOT♡》                        | GOT7   | 잭슨                             | 〈U got Me〉                                               | - 랩 메이킹 : 잭슨 (Jackson Wang) |

#### 안무 창작
| 연도 | Artist | 발매일     | 앨범명  | 곡명       | 안무 창작 참여 |
| ---- | ------ | ---------- | ------- | ---------- | --- |
| 2020 | GOT7   | 2020.04.20 | 《DYE》 | 〈POISON〉 | - 진영, 잭슨, 유겸 셋이 모여 〈POISON〉 무대의 소품과 카메라 동선까지 퍼포먼스 안무 창작에 참여 - 전체적인 구성은 진영, 유니크한 의견들은 잭슨, 안무적인 동작 부분들은 유겸이 참여 - 행거치프와 문을 이용한 퍼포먼스 |

### PANTHEPACK
| 연도 | Artist     | 앨범명   | 곡명     | 비고 |
| ---- | ---------- | -------- | -------- | --- |
| 2021 | PANTHEPACK | 《BUZZ》 | 〈BUZZ〉 | - Written by : 잭슨 (Jackson Wang), J.Sheon, Karen CiCi, BOYTOY (Blatinum), Young Sky (Blatinum) - Produced by : 잭슨 (Jackson Wang), BOYTOY (Blatinum), Young Sky (Blatinum) - Published by : Ryce Music Group, Sony Music Publishing (Korea), Blatinum Music |

## 음반 내용

### Jackson Wang (잭슨)

#### Jackson Wang 《Drive You Home》 (2021)
| 2021 | Artist             | 잭슨 (Jackson Wang), Internet Money | 잭슨 (Jackson Wang), Internet Money | 잭슨 (Jackson Wang), Internet Money | 잭슨 (Jackson Wang), Internet Money | 잭슨 (Jackson Wang), Internet Money | 잭슨 (Jackson Wang), Internet Money | | |
| 2021 | 앨범명             | 《Drive You Home》                  | 《Drive You Home》                  | 《Drive You Home》                  | 《Drive You Home》                  | 《Drive You Home》 | | | |
| 2021 | 발매일             | 2021.07.29                          | 2021.07.29                          | 2021.07.29                          | 2021.07.29                          | 2021.07.29 | | | |
| 2021 | 〈Drive You Home〉 | 〈Drive You Home〉                  | 〈Drive You Home〉                  | 〈Drive You Home〉                  | 〈Drive You Home〉                  | - 〈Drive You Home〉은 신시사이저와 베이스가 강조된 메인 멜로디에 808 드럼을 더한, 생동감 넘치는 사운드를 느낄 수 있는 곡이다. 잭슨이 작사 작곡에 참여해 자신만의 음악 스타일을 녹여 냈으며, 호소력 짙은 보컬로 ‘Drive You Home’에 풍부한 감성을 극대화했다. | - 〈Drive You Home〉은 신시사이저와 베이스가 강조된 메인 멜로디에 808 드럼을 더한, 생동감 넘치는 사운드를 느낄 수 있는 곡이다. 잭슨이 작사 작곡에 참여해 자신만의 음악 스타일을 녹여 냈으며, 호소력 짙은 보컬로 ‘Drive You Home’에 풍부한 감성을 극대화했다. | - 〈Drive You Home〉은 신시사이저와 베이스가 강조된 메인 멜로디에 808 드럼을 더한, 생동감 넘치는 사운드를 느낄 수 있는 곡이다. 잭슨이 작사 작곡에 참여해 자신만의 음악 스타일을 녹여 냈으며, 호소력 짙은 보컬로 ‘Drive You Home’에 풍부한 감성을 극대화했다. | - 〈Drive You Home〉은 신시사이저와 베이스가 강조된 메인 멜로디에 808 드럼을 더한, 생동감 넘치는 사운드를 느낄 수 있는 곡이다. 잭슨이 작사 작곡에 참여해 자신만의 음악 스타일을 녹여 냈으며, 호소력 짙은 보컬로 ‘Drive You Home’에 풍부한 감성을 극대화했다. |
| 2021 | 〈Drive You Home〉 | 〈Drive You Home〉                  | 〈Drive You Home〉                  | 〈Drive You Home〉                  | 〈Drive You Home〉                  | - 〈Drive You Home〉의 뮤직비디오는 잭슨이 직접 연출하고 출연했다. 사랑하는 연인을 잃은 한 남자가 겪어내야 하는 고통과, 그로 인해 변화한 모습을 시간의 역순으로 보여주며 사랑의 설렘과 가슴 찢어지는 아픔을 영화적 감각으로 그려냈다. 여기에 모든 감정을 쏟아낸 잭슨의 열연은, ‘Drive You Home’이 이야기하고자 하는 사랑의 의미를 더욱 확실히 전달하며 리스너들의 마음을 사로잡을 예정이다. | | | |

#### Jackson Wang 《LMLY》 (2021)
| 2021 | Artist   | 잭슨 (Jackson Wang) | 잭슨 (Jackson Wang) | 잭슨 (Jackson Wang) | 잭슨 (Jackson Wang) | 잭슨 (Jackson Wang) | 잭슨 (Jackson Wang) | | |
| 2021 | 앨범명   | 《LMLY》            | 《LMLY》            | 《LMLY》            | 《LMLY》            | 《LMLY》 | | | |
| 2021 | 발매일   | 2021.03.26          | 2021.03.26          | 2021.03.26          | 2021.03.26          | 2021.03.26 | | | |
| 2021 | 〈LMLY〉 | 〈LMLY〉            | 〈LMLY〉            | 〈LMLY〉            | 〈LMLY〉            | - 잭슨의 힘 있는 보컬이 돋보이는 'LMLY'는 2021년 잭슨의 본격적인 음악 활동의 시작을 알리기에 완벽한 곡이다. 〈LMLY〉는 잭슨이 2020년 말 발표해 미국 댄스 라디오 차트에서 3위, 빌보드 핫댄스/일렉트로닉 송 차트 12위, 댄스/일렉트로닉 세일즈 차트 9위를 기록, 현재까지 7,500만 스트리밍을 자랑하며 큰 사랑을 받고 있는 갈란티스(Galantis)와의 콜라보레이션 곡 'Pretty Please' 스토리의 연장선을 그려낸 것으로 알려져 더욱 관심을 모으고 있다. 이번 음원과 함께 공개될 뮤직비디오는 80년대 클래식한 홍콩 영화 스타일의 영상미에 가슴 아픈 러브스토리를 녹여냈다. 잭슨이 직접 출연한 것은 물론 각본-연출-프로듀싱에 참여해 눈길을 끈다. | - 잭슨의 힘 있는 보컬이 돋보이는 'LMLY'는 2021년 잭슨의 본격적인 음악 활동의 시작을 알리기에 완벽한 곡이다. 〈LMLY〉는 잭슨이 2020년 말 발표해 미국 댄스 라디오 차트에서 3위, 빌보드 핫댄스/일렉트로닉 송 차트 12위, 댄스/일렉트로닉 세일즈 차트 9위를 기록, 현재까지 7,500만 스트리밍을 자랑하며 큰 사랑을 받고 있는 갈란티스(Galantis)와의 콜라보레이션 곡 'Pretty Please' 스토리의 연장선을 그려낸 것으로 알려져 더욱 관심을 모으고 있다. 이번 음원과 함께 공개될 뮤직비디오는 80년대 클래식한 홍콩 영화 스타일의 영상미에 가슴 아픈 러브스토리를 녹여냈다. 잭슨이 직접 출연한 것은 물론 각본-연출-프로듀싱에 참여해 눈길을 끈다. | - 잭슨의 힘 있는 보컬이 돋보이는 'LMLY'는 2021년 잭슨의 본격적인 음악 활동의 시작을 알리기에 완벽한 곡이다. 〈LMLY〉는 잭슨이 2020년 말 발표해 미국 댄스 라디오 차트에서 3위, 빌보드 핫댄스/일렉트로닉 송 차트 12위, 댄스/일렉트로닉 세일즈 차트 9위를 기록, 현재까지 7,500만 스트리밍을 자랑하며 큰 사랑을 받고 있는 갈란티스(Galantis)와의 콜라보레이션 곡 'Pretty Please' 스토리의 연장선을 그려낸 것으로 알려져 더욱 관심을 모으고 있다. 이번 음원과 함께 공개될 뮤직비디오는 80년대 클래식한 홍콩 영화 스타일의 영상미에 가슴 아픈 러브스토리를 녹여냈다. 잭슨이 직접 출연한 것은 물론 각본-연출-프로듀싱에 참여해 눈길을 끈다. | - 잭슨의 힘 있는 보컬이 돋보이는 'LMLY'는 2021년 잭슨의 본격적인 음악 활동의 시작을 알리기에 완벽한 곡이다. 〈LMLY〉는 잭슨이 2020년 말 발표해 미국 댄스 라디오 차트에서 3위, 빌보드 핫댄스/일렉트로닉 송 차트 12위, 댄스/일렉트로닉 세일즈 차트 9위를 기록, 현재까지 7,500만 스트리밍을 자랑하며 큰 사랑을 받고 있는 갈란티스(Galantis)와의 콜라보레이션 곡 'Pretty Please' 스토리의 연장선을 그려낸 것으로 알려져 더욱 관심을 모으고 있다. 이번 음원과 함께 공개될 뮤직비디오는 80년대 클래식한 홍콩 영화 스타일의 영상미에 가슴 아픈 러브스토리를 녹여냈다. 잭슨이 직접 출연한 것은 물론 각본-연출-프로듀싱에 참여해 눈길을 끈다. |
| 2021 | 〈LMLY〉 | 〈LMLY〉            | 〈LMLY〉            | 〈LMLY〉            | 〈LMLY〉            | - 뮤직 비디오 참여진 - Music Video Directed by 'Jackson Wang' and Mamesjao - Production Company : 'Team Wang' and Core.A Creative - Scripted by: 'Jackson Wang' - Edited by: Mamesjao - Produced by: Sarah Kim | | | |

#### Jackson Wang 《一個人》 (2021)
| 2021 | Artist             | 잭슨 (Jackson Wang) | 잭슨 (Jackson Wang) | 잭슨 (Jackson Wang) | 잭슨 (Jackson Wang) | 잭슨 (Jackson Wang) | | | |
| 2021 | 앨범명             | 《一個人》          | 《一個人》          | 《一個人》          | 《一個人》          | 《一個人》 | | | |
| 2021 | 발매일             | 2021.01.30          | 2021.01.30          | 2021.01.30          | 2021.01.30          | 2021.01.30 | | | |
| 2021 | 〈一個人 (Alone)〉 | 〈一個人 (Alone)〉  | 〈一個人 (Alone)〉  | 〈一個人 (Alone)〉  | 〈一個人 (Alone)〉  | - 뮤직 비디오 참여진 - Music Video Directed by 'Jackson Wang' and Ojun Kwon - Production Company: 'Team Wang' and Always Run Film Production | - 뮤직 비디오 참여진 - Music Video Directed by 'Jackson Wang' and Ojun Kwon - Production Company: 'Team Wang' and Always Run Film Production | - 뮤직 비디오 참여진 - Music Video Directed by 'Jackson Wang' and Ojun Kwon - Production Company: 'Team Wang' and Always Run Film Production | - 뮤직 비디오 참여진 - Music Video Directed by 'Jackson Wang' and Ojun Kwon - Production Company: 'Team Wang' and Always Run Film Production |

#### Jackson Wang 《Pretty Please》 (2020)
| 2020 | Artist            | 잭슨 (Jackson Wang), Galantis | 잭슨 (Jackson Wang), Galantis | 잭슨 (Jackson Wang), Galantis | 잭슨 (Jackson Wang), Galantis | 잭슨 (Jackson Wang), Galantis | | | |
| 2020 | 앨범명            | 《Pretty Please》             | 《Pretty Please》             | 《Pretty Please》             | 《Pretty Please》             | 《Pretty Please》 | | | |
| 2020 | 발매일            | 2020.09.04                    | 2020.09.04                    | 2020.09.04                    | 2020.09.04                    | 2020.09.04 | | | |
| 2020 | 〈Pretty Please〉 | 〈Pretty Please〉             | 〈Pretty Please〉             | 〈Pretty Please〉             | 〈Pretty Please〉             | - 매력 넘치는 싱어송라이터 잭슨이 팝, 댄스 장르의 슈퍼스타 ‘Galantis’와의 협업을 통해 크로스오버 장르의 새 싱글 앨범 〈Pretty Please〉을 발매했다. 잭슨의 독보적인 허스키 보이스와 신비롭고 강한 리듬감의 ‘Galantis’가 만나 어디서도 듣지 못한 새로운 비트의 댄스곡을 탄생시켰다. 한번 들으면 잊을 수 없는 중독성 높은 선율이 귓가에 맴돌 것이다. - 뮤직비디오는 잭슨이 평소에 좋아했던 홍콩 영화의 매력을 고스란히 담아냈다. 잭슨의 추억에서 영감을 얻어 시작된 이 프로젝트는, 스토리와 각본부터 장소, 촬영 기법과 편집까지 잭슨의 의견이 담기지 않은 것이 없다. 옛 홍콩 영화의 느낌이 물씬 나는 분위기의 영상에 로맨틱한 사랑 이야기를 선보이고 있다. 뮤직비디오를 통해 다채로운 홍콩의 풍경과 안무 구성을 보여준다. - 안무는 잭슨과 KINJAZ가 함께 창작한 독창적이고 낭만적인 ‘늑대 인간 춤’을 확인해 볼 수 있다. | - 매력 넘치는 싱어송라이터 잭슨이 팝, 댄스 장르의 슈퍼스타 ‘Galantis’와의 협업을 통해 크로스오버 장르의 새 싱글 앨범 〈Pretty Please〉을 발매했다. 잭슨의 독보적인 허스키 보이스와 신비롭고 강한 리듬감의 ‘Galantis’가 만나 어디서도 듣지 못한 새로운 비트의 댄스곡을 탄생시켰다. 한번 들으면 잊을 수 없는 중독성 높은 선율이 귓가에 맴돌 것이다. - 뮤직비디오는 잭슨이 평소에 좋아했던 홍콩 영화의 매력을 고스란히 담아냈다. 잭슨의 추억에서 영감을 얻어 시작된 이 프로젝트는, 스토리와 각본부터 장소, 촬영 기법과 편집까지 잭슨의 의견이 담기지 않은 것이 없다. 옛 홍콩 영화의 느낌이 물씬 나는 분위기의 영상에 로맨틱한 사랑 이야기를 선보이고 있다. 뮤직비디오를 통해 다채로운 홍콩의 풍경과 안무 구성을 보여준다. - 안무는 잭슨과 KINJAZ가 함께 창작한 독창적이고 낭만적인 ‘늑대 인간 춤’을 확인해 볼 수 있다. | - 매력 넘치는 싱어송라이터 잭슨이 팝, 댄스 장르의 슈퍼스타 ‘Galantis’와의 협업을 통해 크로스오버 장르의 새 싱글 앨범 〈Pretty Please〉을 발매했다. 잭슨의 독보적인 허스키 보이스와 신비롭고 강한 리듬감의 ‘Galantis’가 만나 어디서도 듣지 못한 새로운 비트의 댄스곡을 탄생시켰다. 한번 들으면 잊을 수 없는 중독성 높은 선율이 귓가에 맴돌 것이다. - 뮤직비디오는 잭슨이 평소에 좋아했던 홍콩 영화의 매력을 고스란히 담아냈다. 잭슨의 추억에서 영감을 얻어 시작된 이 프로젝트는, 스토리와 각본부터 장소, 촬영 기법과 편집까지 잭슨의 의견이 담기지 않은 것이 없다. 옛 홍콩 영화의 느낌이 물씬 나는 분위기의 영상에 로맨틱한 사랑 이야기를 선보이고 있다. 뮤직비디오를 통해 다채로운 홍콩의 풍경과 안무 구성을 보여준다. - 안무는 잭슨과 KINJAZ가 함께 창작한 독창적이고 낭만적인 ‘늑대 인간 춤’을 확인해 볼 수 있다. | - 매력 넘치는 싱어송라이터 잭슨이 팝, 댄스 장르의 슈퍼스타 ‘Galantis’와의 협업을 통해 크로스오버 장르의 새 싱글 앨범 〈Pretty Please〉을 발매했다. 잭슨의 독보적인 허스키 보이스와 신비롭고 강한 리듬감의 ‘Galantis’가 만나 어디서도 듣지 못한 새로운 비트의 댄스곡을 탄생시켰다. 한번 들으면 잊을 수 없는 중독성 높은 선율이 귓가에 맴돌 것이다. - 뮤직비디오는 잭슨이 평소에 좋아했던 홍콩 영화의 매력을 고스란히 담아냈다. 잭슨의 추억에서 영감을 얻어 시작된 이 프로젝트는, 스토리와 각본부터 장소, 촬영 기법과 편집까지 잭슨의 의견이 담기지 않은 것이 없다. 옛 홍콩 영화의 느낌이 물씬 나는 분위기의 영상에 로맨틱한 사랑 이야기를 선보이고 있다. 뮤직비디오를 통해 다채로운 홍콩의 풍경과 안무 구성을 보여준다. - 안무는 잭슨과 KINJAZ가 함께 창작한 독창적이고 낭만적인 ‘늑대 인간 춤’을 확인해 볼 수 있다. |
| 2020 | 〈Pretty Please〉 | 〈Pretty Please〉             | 〈Pretty Please〉             | 〈Pretty Please〉             | 〈Pretty Please〉             | - 뮤직 비디오 참여진 - Music Video Directed by Jackson Wang and Conglin - Production Company: Team Wang and Push Media - Choreography by Anthony Lee - Choreography assisted by Jason Lin, Chad Mayate, Vinh Nguyen, Franklin Yu, JF | | | |

#### Jackson Wang 《100 Ways》 (2020)
| 2020 | Artist       | 잭슨 (Jackson Wang) | 잭슨 (Jackson Wang) | 잭슨 (Jackson Wang) | 잭슨 (Jackson Wang) | 잭슨 (Jackson Wang) | | | |
| 2020 | 앨범명       | 《100 Ways》        | 《100 Ways》        | 《100 Ways》        | 《100 Ways》        | 《100 Ways》 | | | |
| 2020 | 발매일       | 2020.03.20          | 2020.03.20          | 2020.03.20          | 2020.03.20          | 2020.03.20 | | | |
| 2020 | 〈100 Ways〉 | 〈100 Ways〉        | 〈100 Ways〉        | 〈100 Ways〉        | 〈100 Ways〉        | 『사랑을 찾아가는 100가지의 방식이 있다. 시공간을 뛰어넘어 너를 향해 간다. 처량한 빛 사이로 떨어지는 나뭇잎은 소슬하게 흩날리며 영웅이 부름을 받고 일어난다. 아름다웠던 어린 시절의 너를 만나면, 나의 인생을 다시 돌아보게 된다.』 - 잭슨의 독보적인 매력을 느낄 수 있는 〈100 Ways〉가 공개됐다. 이번 싱글 앨범 〈100 Ways〉는 사랑에 대한 정의를 전달하는 데 그치지 않고, 청년들에게 마음속에 있는 생각을 찾아 도전을 두려워하지 말라는 격려를 담고 있는 곡이다. 글로벌 톱 제작진이 참여해 만들어낸 전통과 현대를 접목시킨 세련된 음악과 잭슨의 섹시하고 허스키한 목소리가 어우러져 수준 높은 음악을 완성시켰다. - 앨범 재킷에서도 매우 독창적인 구상을 볼 수 있다. 숫자 ‘100’의 한자 ‘百’을 연상시키게 하는 구성으로 곡 전체의 섬세함이 더 잘 표현되고 있다. 뮤직비디오 또한 곡을 완성시키는 요소 중 하나로, 글로벌 톱 댄스팀 Kinjaz와 함께하며 묘한 케미를 보여주고 있다. 고풍스러운 요소와 현대적인 아이디어가 더해져 꿈속에 있는 것과 같이 환상적이고 화려한 영상을 선보였다. | 『사랑을 찾아가는 100가지의 방식이 있다. 시공간을 뛰어넘어 너를 향해 간다. 처량한 빛 사이로 떨어지는 나뭇잎은 소슬하게 흩날리며 영웅이 부름을 받고 일어난다. 아름다웠던 어린 시절의 너를 만나면, 나의 인생을 다시 돌아보게 된다.』 - 잭슨의 독보적인 매력을 느낄 수 있는 〈100 Ways〉가 공개됐다. 이번 싱글 앨범 〈100 Ways〉는 사랑에 대한 정의를 전달하는 데 그치지 않고, 청년들에게 마음속에 있는 생각을 찾아 도전을 두려워하지 말라는 격려를 담고 있는 곡이다. 글로벌 톱 제작진이 참여해 만들어낸 전통과 현대를 접목시킨 세련된 음악과 잭슨의 섹시하고 허스키한 목소리가 어우러져 수준 높은 음악을 완성시켰다. - 앨범 재킷에서도 매우 독창적인 구상을 볼 수 있다. 숫자 ‘100’의 한자 ‘百’을 연상시키게 하는 구성으로 곡 전체의 섬세함이 더 잘 표현되고 있다. 뮤직비디오 또한 곡을 완성시키는 요소 중 하나로, 글로벌 톱 댄스팀 Kinjaz와 함께하며 묘한 케미를 보여주고 있다. 고풍스러운 요소와 현대적인 아이디어가 더해져 꿈속에 있는 것과 같이 환상적이고 화려한 영상을 선보였다. | 『사랑을 찾아가는 100가지의 방식이 있다. 시공간을 뛰어넘어 너를 향해 간다. 처량한 빛 사이로 떨어지는 나뭇잎은 소슬하게 흩날리며 영웅이 부름을 받고 일어난다. 아름다웠던 어린 시절의 너를 만나면, 나의 인생을 다시 돌아보게 된다.』 - 잭슨의 독보적인 매력을 느낄 수 있는 〈100 Ways〉가 공개됐다. 이번 싱글 앨범 〈100 Ways〉는 사랑에 대한 정의를 전달하는 데 그치지 않고, 청년들에게 마음속에 있는 생각을 찾아 도전을 두려워하지 말라는 격려를 담고 있는 곡이다. 글로벌 톱 제작진이 참여해 만들어낸 전통과 현대를 접목시킨 세련된 음악과 잭슨의 섹시하고 허스키한 목소리가 어우러져 수준 높은 음악을 완성시켰다. - 앨범 재킷에서도 매우 독창적인 구상을 볼 수 있다. 숫자 ‘100’의 한자 ‘百’을 연상시키게 하는 구성으로 곡 전체의 섬세함이 더 잘 표현되고 있다. 뮤직비디오 또한 곡을 완성시키는 요소 중 하나로, 글로벌 톱 댄스팀 Kinjaz와 함께하며 묘한 케미를 보여주고 있다. 고풍스러운 요소와 현대적인 아이디어가 더해져 꿈속에 있는 것과 같이 환상적이고 화려한 영상을 선보였다. | 『사랑을 찾아가는 100가지의 방식이 있다. 시공간을 뛰어넘어 너를 향해 간다. 처량한 빛 사이로 떨어지는 나뭇잎은 소슬하게 흩날리며 영웅이 부름을 받고 일어난다. 아름다웠던 어린 시절의 너를 만나면, 나의 인생을 다시 돌아보게 된다.』 - 잭슨의 독보적인 매력을 느낄 수 있는 〈100 Ways〉가 공개됐다. 이번 싱글 앨범 〈100 Ways〉는 사랑에 대한 정의를 전달하는 데 그치지 않고, 청년들에게 마음속에 있는 생각을 찾아 도전을 두려워하지 말라는 격려를 담고 있는 곡이다. 글로벌 톱 제작진이 참여해 만들어낸 전통과 현대를 접목시킨 세련된 음악과 잭슨의 섹시하고 허스키한 목소리가 어우러져 수준 높은 음악을 완성시켰다. - 앨범 재킷에서도 매우 독창적인 구상을 볼 수 있다. 숫자 ‘100’의 한자 ‘百’을 연상시키게 하는 구성으로 곡 전체의 섬세함이 더 잘 표현되고 있다. 뮤직비디오 또한 곡을 완성시키는 요소 중 하나로, 글로벌 톱 댄스팀 Kinjaz와 함께하며 묘한 케미를 보여주고 있다. 고풍스러운 요소와 현대적인 아이디어가 더해져 꿈속에 있는 것과 같이 환상적이고 화려한 영상을 선보였다. |

#### Jackson Wang 《MIRRORS》 (2019)
| 2019 | Artist      | Artist      | Artist      | Artist      | Artist      | 잭슨 (Jackson Wang) | 잭슨 (Jackson Wang) | 잭슨 (Jackson Wang) | 잭슨 (Jackson Wang) | 잭슨 (Jackson Wang) |
| 2019 | 앨범명      | 《MIRRORS》 | 《MIRRORS》 | 《MIRRORS》 | 《MIRRORS》 | 《MIRRORS》 | | | |                     |
| 2019 | 발매일      | 2019.10.25  | 2019.10.25  | 2019.10.25  | 2019.10.25  | 2019.10.25 | | | |                     |
| 2019 | 《MIRRORS》 | 《MIRRORS》 | 《MIRRORS》 | 《MIRRORS》 | 《MIRRORS》 | - 전 세계를 넘나들며 제작한 잭슨의 첫 번째 정규 앨범 《MIRRORS》 - 8곡으로 이루어진 이번 앨범은, 8개의 거울을 통해 인간 내면을 완전히 이해하는 8개의 ‘소울메이트’를 표현했다. 각 곡은 삶의 곳곳에서 일어나는 사람들의 복잡한 마음을 반영한다. 사람들이 마음속에서는 말하고 싶지만 표현하기 힘들어하는 얽힘, 고통, 노력, 자신감, 긍정, 열정 등의 감정들을 각각의 노래에 담아냈다. - 또한 세계 정상급 프로듀서의 프로듀싱으로 수준 높은 음악을 완성 시켰다. Alternative, Pop, Trap 등의 요소를 넣어 실험적인 신곡을 만들어냈다. 특히북아메리카에서 가장 영향력 있는 ‘Goldlink’와 함께 작업한 ‘BAD BACK’은 두 사람의 케미가 돋보인다. 두 사람의 서로 다른 매력이 함께하여 완전히 새로운 곡으로 탄생했다. - 잭슨의 지난 앨범 ‘Papillon’, ‘Dawn of us’, ‘Okay’ 등을 함께 작업했던 작곡가이자 잭슨의 친구이기도 한 BOYTOY와 이번 앨범에서도 역시 환상의 호흡을 자랑했다. 잭슨의 《MIRRORS》 앨범을 통해 사람들이 슬럼프에서 벗어나 부정적인 에너지를 태워버리길 바란다. | - 전 세계를 넘나들며 제작한 잭슨의 첫 번째 정규 앨범 《MIRRORS》 - 8곡으로 이루어진 이번 앨범은, 8개의 거울을 통해 인간 내면을 완전히 이해하는 8개의 ‘소울메이트’를 표현했다. 각 곡은 삶의 곳곳에서 일어나는 사람들의 복잡한 마음을 반영한다. 사람들이 마음속에서는 말하고 싶지만 표현하기 힘들어하는 얽힘, 고통, 노력, 자신감, 긍정, 열정 등의 감정들을 각각의 노래에 담아냈다. - 또한 세계 정상급 프로듀서의 프로듀싱으로 수준 높은 음악을 완성 시켰다. Alternative, Pop, Trap 등의 요소를 넣어 실험적인 신곡을 만들어냈다. 특히북아메리카에서 가장 영향력 있는 ‘Goldlink’와 함께 작업한 ‘BAD BACK’은 두 사람의 케미가 돋보인다. 두 사람의 서로 다른 매력이 함께하여 완전히 새로운 곡으로 탄생했다. - 잭슨의 지난 앨범 ‘Papillon’, ‘Dawn of us’, ‘Okay’ 등을 함께 작업했던 작곡가이자 잭슨의 친구이기도 한 BOYTOY와 이번 앨범에서도 역시 환상의 호흡을 자랑했다. 잭슨의 《MIRRORS》 앨범을 통해 사람들이 슬럼프에서 벗어나 부정적인 에너지를 태워버리길 바란다. | - 전 세계를 넘나들며 제작한 잭슨의 첫 번째 정규 앨범 《MIRRORS》 - 8곡으로 이루어진 이번 앨범은, 8개의 거울을 통해 인간 내면을 완전히 이해하는 8개의 ‘소울메이트’를 표현했다. 각 곡은 삶의 곳곳에서 일어나는 사람들의 복잡한 마음을 반영한다. 사람들이 마음속에서는 말하고 싶지만 표현하기 힘들어하는 얽힘, 고통, 노력, 자신감, 긍정, 열정 등의 감정들을 각각의 노래에 담아냈다. - 또한 세계 정상급 프로듀서의 프로듀싱으로 수준 높은 음악을 완성 시켰다. Alternative, Pop, Trap 등의 요소를 넣어 실험적인 신곡을 만들어냈다. 특히북아메리카에서 가장 영향력 있는 ‘Goldlink’와 함께 작업한 ‘BAD BACK’은 두 사람의 케미가 돋보인다. 두 사람의 서로 다른 매력이 함께하여 완전히 새로운 곡으로 탄생했다. - 잭슨의 지난 앨범 ‘Papillon’, ‘Dawn of us’, ‘Okay’ 등을 함께 작업했던 작곡가이자 잭슨의 친구이기도 한 BOYTOY와 이번 앨범에서도 역시 환상의 호흡을 자랑했다. 잭슨의 《MIRRORS》 앨범을 통해 사람들이 슬럼프에서 벗어나 부정적인 에너지를 태워버리길 바란다. | - 전 세계를 넘나들며 제작한 잭슨의 첫 번째 정규 앨범 《MIRRORS》 - 8곡으로 이루어진 이번 앨범은, 8개의 거울을 통해 인간 내면을 완전히 이해하는 8개의 ‘소울메이트’를 표현했다. 각 곡은 삶의 곳곳에서 일어나는 사람들의 복잡한 마음을 반영한다. 사람들이 마음속에서는 말하고 싶지만 표현하기 힘들어하는 얽힘, 고통, 노력, 자신감, 긍정, 열정 등의 감정들을 각각의 노래에 담아냈다. - 또한 세계 정상급 프로듀서의 프로듀싱으로 수준 높은 음악을 완성 시켰다. Alternative, Pop, Trap 등의 요소를 넣어 실험적인 신곡을 만들어냈다. 특히북아메리카에서 가장 영향력 있는 ‘Goldlink’와 함께 작업한 ‘BAD BACK’은 두 사람의 케미가 돋보인다. 두 사람의 서로 다른 매력이 함께하여 완전히 새로운 곡으로 탄생했다. - 잭슨의 지난 앨범 ‘Papillon’, ‘Dawn of us’, ‘Okay’ 등을 함께 작업했던 작곡가이자 잭슨의 친구이기도 한 BOYTOY와 이번 앨범에서도 역시 환상의 호흡을 자랑했다. 잭슨의 《MIRRORS》 앨범을 통해 사람들이 슬럼프에서 벗어나 부정적인 에너지를 태워버리길 바란다. |                     |

#### Jackson Wang 《Oxygen》 (2019)
| 2019 | Artist     | 잭슨 (Jackson Wang) | 잭슨 (Jackson Wang) | 잭슨 (Jackson Wang) | 잭슨 (Jackson Wang) | 잭슨 (Jackson Wang)                                                                                 | | | |
| 2019 | 앨범명     | 《Oxygen》          | 《Oxygen》          | 《Oxygen》          | 《Oxygen》          | 《Oxygen》                                                                                          | | | |
| 2019 | 발매일     | 2019.04.12          | 2019.04.12          | 2019.04.12          | 2019.04.12          | 2019.04.12                                                                                          | | | |
| 2019 | 〈Oxygen〉 | 〈Oxygen〉          | 〈Oxygen〉          | 〈Oxygen〉          | 〈Oxygen〉          | - 뮤직 비디오 참여진 - Music video directed by Ojun Kwon, Jackson Wang - Production Company: ARFILM | - 뮤직 비디오 참여진 - Music video directed by Ojun Kwon, Jackson Wang - Production Company: ARFILM | - 뮤직 비디오 참여진 - Music video directed by Ojun Kwon, Jackson Wang - Production Company: ARFILM | - 뮤직 비디오 참여진 - Music video directed by Ojun Kwon, Jackson Wang - Production Company: ARFILM |

#### Jackson Wang 《X》 (2018)
| 2018 | Artist | 잭슨 (Jackson Wang) | 잭슨 (Jackson Wang) | 잭슨 (Jackson Wang) | 잭슨 (Jackson Wang) | 잭슨 (Jackson Wang) | | | |
| 2018 | 앨범명 | 《X》               | 《X》               | 《X》               | 《X》               | 《X》 | | | |
| 2018 | 발매일 | 2018.05.15          | 2018.05.15          | 2018.05.15          | 2018.05.15          | 2018.05.15 | | | |
| 2018 | 〈X〉  | 〈X〉               | 〈X〉               | 〈X〉               | 〈X〉               | - 중화권에서 활발히 활동하고 있는 '잭슨'이 중독성있는 싱글 앨범 'X'를 발매합니다. - 중국의 맥주 브랜드인 '설화 맥주'의 CF송으로 활용되며 다양한 리스너들을 사로잡은 팝으로 앞으로의 횡보가 더욱더 기대됩니다. | - 중화권에서 활발히 활동하고 있는 '잭슨'이 중독성있는 싱글 앨범 'X'를 발매합니다. - 중국의 맥주 브랜드인 '설화 맥주'의 CF송으로 활용되며 다양한 리스너들을 사로잡은 팝으로 앞으로의 횡보가 더욱더 기대됩니다. | - 중화권에서 활발히 활동하고 있는 '잭슨'이 중독성있는 싱글 앨범 'X'를 발매합니다. - 중국의 맥주 브랜드인 '설화 맥주'의 CF송으로 활용되며 다양한 리스너들을 사로잡은 팝으로 앞으로의 횡보가 더욱더 기대됩니다. | - 중화권에서 활발히 활동하고 있는 '잭슨'이 중독성있는 싱글 앨범 'X'를 발매합니다. - 중국의 맥주 브랜드인 '설화 맥주'의 CF송으로 활용되며 다양한 리스너들을 사로잡은 팝으로 앞으로의 횡보가 더욱더 기대됩니다. |

#### Jackson Wang 《Fendiman》 (2018)
| 2018 | Artist       | 잭슨 (Jackson Wang) | 잭슨 (Jackson Wang) | 잭슨 (Jackson Wang) | 잭슨 (Jackson Wang) | 잭슨 (Jackson Wang) | | | |
| 2018 | 앨범명       | 《Fendiman》        | 《Fendiman》        | 《Fendiman》        | 《Fendiman》        | 《Fendiman》 | | | |
| 2018 | 발매일       | 2018.05.25          | 2018.05.25          | 2018.05.25          | 2018.05.25          | 2018.05.25 | | | |
| 2018 | 〈Fendiman〉 | 〈Fendiman〉        | 〈Fendiman〉        | 〈Fendiman〉        | 〈Fendiman〉        | - 솔로 활동을 활발히 이어가고 있는 '잭슨'의 미국 아이튠즈 Pop 차트 1위, Us Top Song 1위를 기록한 '잭슨'의 세계적인 명품 패션 브랜드 'Fendi'와 콜라보레이션을 통해 선보인 프로모션 곡 'Fendiman'을 발매합니다. - '잭슨'만의 느낌이 담긴 강렬한 랩과 가창, 뿐만 아니라 작사,작곡에도 직접 참여하여 리스너들의 눈과 귀를 사로 잡을 팝 싱글 앨범 입니다. | - 솔로 활동을 활발히 이어가고 있는 '잭슨'의 미국 아이튠즈 Pop 차트 1위, Us Top Song 1위를 기록한 '잭슨'의 세계적인 명품 패션 브랜드 'Fendi'와 콜라보레이션을 통해 선보인 프로모션 곡 'Fendiman'을 발매합니다. - '잭슨'만의 느낌이 담긴 강렬한 랩과 가창, 뿐만 아니라 작사,작곡에도 직접 참여하여 리스너들의 눈과 귀를 사로 잡을 팝 싱글 앨범 입니다. | - 솔로 활동을 활발히 이어가고 있는 '잭슨'의 미국 아이튠즈 Pop 차트 1위, Us Top Song 1위를 기록한 '잭슨'의 세계적인 명품 패션 브랜드 'Fendi'와 콜라보레이션을 통해 선보인 프로모션 곡 'Fendiman'을 발매합니다. - '잭슨'만의 느낌이 담긴 강렬한 랩과 가창, 뿐만 아니라 작사,작곡에도 직접 참여하여 리스너들의 눈과 귀를 사로 잡을 팝 싱글 앨범 입니다. | - 솔로 활동을 활발히 이어가고 있는 '잭슨'의 미국 아이튠즈 Pop 차트 1위, Us Top Song 1위를 기록한 '잭슨'의 세계적인 명품 패션 브랜드 'Fendi'와 콜라보레이션을 통해 선보인 프로모션 곡 'Fendiman'을 발매합니다. - '잭슨'만의 느낌이 담긴 강렬한 랩과 가창, 뿐만 아니라 작사,작곡에도 직접 참여하여 리스너들의 눈과 귀를 사로 잡을 팝 싱글 앨범 입니다. |

#### Jackson Wang 《Dawn of us》 (2018)
| 2018 | Artist         | 잭슨 (Jackson Wang) | 잭슨 (Jackson Wang) | 잭슨 (Jackson Wang) | 잭슨 (Jackson Wang) | 잭슨 (Jackson Wang) | | | |
| 2018 | 앨범명         | 《Dawn of us》      | 《Dawn of us》      | 《Dawn of us》      | 《Dawn of us》      | 《Dawn of us》 | | | |
| 2018 | 발매일         | 2018.04.20          | 2018.04.20          | 2018.04.20          | 2018.04.20          | 2018.04.20 | | | |
| 2018 | 〈Dawn of us〉 | 〈Dawn of us〉      | 〈Dawn of us〉      | 〈Dawn of us〉      | 〈Dawn of us〉      | - 중국에서의 활발한 활동으로 싱글을 내자마자 Xiami 신곡차트 2위를 기록했던 '잭슨'의 본인의 생활 태도에 대해 선언하는 곡으로 청량한 분위기의 느낌과 중독성 있는 가사가 리스너들을 흥얼거릴 수 있게 할 싱글 앨범 'Dawn of us'입니다. | - 중국에서의 활발한 활동으로 싱글을 내자마자 Xiami 신곡차트 2위를 기록했던 '잭슨'의 본인의 생활 태도에 대해 선언하는 곡으로 청량한 분위기의 느낌과 중독성 있는 가사가 리스너들을 흥얼거릴 수 있게 할 싱글 앨범 'Dawn of us'입니다. | - 중국에서의 활발한 활동으로 싱글을 내자마자 Xiami 신곡차트 2위를 기록했던 '잭슨'의 본인의 생활 태도에 대해 선언하는 곡으로 청량한 분위기의 느낌과 중독성 있는 가사가 리스너들을 흥얼거릴 수 있게 할 싱글 앨범 'Dawn of us'입니다. | - 중국에서의 활발한 활동으로 싱글을 내자마자 Xiami 신곡차트 2위를 기록했던 '잭슨'의 본인의 생활 태도에 대해 선언하는 곡으로 청량한 분위기의 느낌과 중독성 있는 가사가 리스너들을 흥얼거릴 수 있게 할 싱글 앨범 'Dawn of us'입니다. |

#### Jackson Wang 《OKAY》 (2017)
| 2017 | Artist    | 잭슨 (Jackson Wang) | 잭슨 (Jackson Wang) | 잭슨 (Jackson Wang) | 잭슨 (Jackson Wang) | 잭슨 (Jackson Wang) | | | |
| 2017 | 앨범명    | 《OKAY》            | 《OKAY》            | 《OKAY》            | 《OKAY》            | 《OKAY》 | | | |
| 2017 | 발매일    | 2017.11.30          | 2017.11.30          | 2017.11.30          | 2017.11.30          | 2017.11.30 | | | |
| 2017 | 〈OKAY 〉 | 〈OKAY 〉           | 〈OKAY 〉           | 〈OKAY 〉           | 〈OKAY 〉           | - 중화권에서 솔로 활동으로 또렷한 존재감을 과시하고 있는 '잭슨'이 강렬한 래핑과 '잭슨'만의 보이스가 돋보이는 싱글 앨범 'Okay'를 발매합니다. - 중화권 발매 이후, QQ 뮤직 차트 및 인위에 타이 MV 차트 1위는 물론, 아시아 쪽의 아이튠즈 차트 정상을 차지하며 중국 여러 음악 시상식에서도 수상 후 최고 성적을 기록하여 솔로 아티스트로서의 자리매김이 확실해져 그의 횡보를 더욱더 기대하게 되는 앨범입니다. | - 중화권에서 솔로 활동으로 또렷한 존재감을 과시하고 있는 '잭슨'이 강렬한 래핑과 '잭슨'만의 보이스가 돋보이는 싱글 앨범 'Okay'를 발매합니다. - 중화권 발매 이후, QQ 뮤직 차트 및 인위에 타이 MV 차트 1위는 물론, 아시아 쪽의 아이튠즈 차트 정상을 차지하며 중국 여러 음악 시상식에서도 수상 후 최고 성적을 기록하여 솔로 아티스트로서의 자리매김이 확실해져 그의 횡보를 더욱더 기대하게 되는 앨범입니다. | - 중화권에서 솔로 활동으로 또렷한 존재감을 과시하고 있는 '잭슨'이 강렬한 래핑과 '잭슨'만의 보이스가 돋보이는 싱글 앨범 'Okay'를 발매합니다. - 중화권 발매 이후, QQ 뮤직 차트 및 인위에 타이 MV 차트 1위는 물론, 아시아 쪽의 아이튠즈 차트 정상을 차지하며 중국 여러 음악 시상식에서도 수상 후 최고 성적을 기록하여 솔로 아티스트로서의 자리매김이 확실해져 그의 횡보를 더욱더 기대하게 되는 앨범입니다. | - 중화권에서 솔로 활동으로 또렷한 존재감을 과시하고 있는 '잭슨'이 강렬한 래핑과 '잭슨'만의 보이스가 돋보이는 싱글 앨범 'Okay'를 발매합니다. - 중화권 발매 이후, QQ 뮤직 차트 및 인위에 타이 MV 차트 1위는 물론, 아시아 쪽의 아이튠즈 차트 정상을 차지하며 중국 여러 음악 시상식에서도 수상 후 최고 성적을 기록하여 솔로 아티스트로서의 자리매김이 확실해져 그의 횡보를 더욱더 기대하게 되는 앨범입니다. |

#### Jackson Wang 《Papillon》 (2017)
| 2017 | Artist       | 잭슨 (Jackson Wang) | 잭슨 (Jackson Wang) | 잭슨 (Jackson Wang) | 잭슨 (Jackson Wang) | 잭슨 (Jackson Wang) | | | |
| 2017 | 앨범명       | 《Papillon》        | 《Papillon》        | 《Papillon》        | 《Papillon》        | 《Papillon》 | | | |
| 2017 | 발매일       | 2017.08.26          | 2017.08.26          | 2017.08.26          | 2017.08.26          | 2017.08.26 | | | |
| 2017 | 〈Papillon〉 | 〈Papillon〉        | 〈Papillon〉        | 〈Papillon〉        | 〈Papillon〉        | - QQ뮤직 데일리 차트 1위를 기록하며 솔로 아티스트로 자리매김한 '잭슨'의 힙합 싱글 앨범 'Pappilon'을 발매합니다. - 이 곡은 '잭슨'이 본 영화에서 영감을 얻었으며, 여러번의 멜로디와 가사의 수정 끝에 완성된 곡으로 멜로디의 생동감이 매우 강하게 다가오며 중독성 있는 가사가 리스너들을 흥미롭게 해줄 싱글 앨범 입니다. | - QQ뮤직 데일리 차트 1위를 기록하며 솔로 아티스트로 자리매김한 '잭슨'의 힙합 싱글 앨범 'Pappilon'을 발매합니다. - 이 곡은 '잭슨'이 본 영화에서 영감을 얻었으며, 여러번의 멜로디와 가사의 수정 끝에 완성된 곡으로 멜로디의 생동감이 매우 강하게 다가오며 중독성 있는 가사가 리스너들을 흥미롭게 해줄 싱글 앨범 입니다. | - QQ뮤직 데일리 차트 1위를 기록하며 솔로 아티스트로 자리매김한 '잭슨'의 힙합 싱글 앨범 'Pappilon'을 발매합니다. - 이 곡은 '잭슨'이 본 영화에서 영감을 얻었으며, 여러번의 멜로디와 가사의 수정 끝에 완성된 곡으로 멜로디의 생동감이 매우 강하게 다가오며 중독성 있는 가사가 리스너들을 흥미롭게 해줄 싱글 앨범 입니다. | - QQ뮤직 데일리 차트 1위를 기록하며 솔로 아티스트로 자리매김한 '잭슨'의 힙합 싱글 앨범 'Pappilon'을 발매합니다. - 이 곡은 '잭슨'이 본 영화에서 영감을 얻었으며, 여러번의 멜로디와 가사의 수정 끝에 완성된 곡으로 멜로디의 생동감이 매우 강하게 다가오며 중독성 있는 가사가 리스너들을 흥미롭게 해줄 싱글 앨범 입니다. |

### GOT7
| 2021 | Artist                                                                    | GOT7                                                                      | GOT7                                                                      | GOT7                                                                      | GOT7                                                                      | GOT7 | | | |
| 2021 | 앨범 내용                                                                 | 《Encore》                                                                | 《Encore》                                                                | 《Encore》                                                                | 《Encore》                                                                | 《Encore》 | | | |
| 2021 | 발매일                                                                    | 2021.02.20                                                                | 2021.02.20                                                                | 2021.02.20                                                                | 2021.02.20                                                                | 2021.02.20 | | | |
| 2021 | 〈앙코르 (Encore)〉                                                       | 〈앙코르 (Encore)〉                                                       | 〈앙코르 (Encore)〉                                                       | 〈앙코르 (Encore)〉                                                       | 〈앙코르 (Encore)〉                                                       | - 〈앙코르 (Encore)〉는 진영이 작사・작곡・보컬 디렉터까지 참여한 곡으로 GOT7이 항상 함께 해주는 팬들 I GOT7 (아가새)에게 전하고 싶은 메시지가 담긴 곡. 제목처럼 팬 분들을 위해 계속해서 노래하고 싶다는 의미를 가진 노래이다. | - 〈앙코르 (Encore)〉는 진영이 작사・작곡・보컬 디렉터까지 참여한 곡으로 GOT7이 항상 함께 해주는 팬들 I GOT7 (아가새)에게 전하고 싶은 메시지가 담긴 곡. 제목처럼 팬 분들을 위해 계속해서 노래하고 싶다는 의미를 가진 노래이다. | - 〈앙코르 (Encore)〉는 진영이 작사・작곡・보컬 디렉터까지 참여한 곡으로 GOT7이 항상 함께 해주는 팬들 I GOT7 (아가새)에게 전하고 싶은 메시지가 담긴 곡. 제목처럼 팬 분들을 위해 계속해서 노래하고 싶다는 의미를 가진 노래이다. | - 〈앙코르 (Encore)〉는 진영이 작사・작곡・보컬 디렉터까지 참여한 곡으로 GOT7이 항상 함께 해주는 팬들 I GOT7 (아가새)에게 전하고 싶은 메시지가 담긴 곡. 제목처럼 팬 분들을 위해 계속해서 노래하고 싶다는 의미를 가진 노래이다. |
| 2021 | 〈앙코르 (Encore)〉                                                       | 〈앙코르 (Encore)〉                                                       | 〈앙코르 (Encore)〉                                                       | 〈앙코르 (Encore)〉                                                       | 〈앙코르 (Encore)〉                                                       | - 〈앙코르 (Encore)〉의 뮤직 비디오는 GOT7 일곱 명이 모여 앨범 녹음 레코딩과 함께 즐거운 시간을 보내면서 I GOT7 (아가새)을 위한 Encore을 계속해 나가겠다는 내용 - 〈앙코르 (Encore)〉 뮤직 비디오 참여진 - Executive Producer (총괄 프로듀서) : 마크 투안 (Mark Tuan) - Creative Director : @willgyc - Directed/Edited By : @mamesjao - Produced By : @core.a.creative - Cover by yours truly - 〈앙코르 (Encore)〉 녹음・레코딩 - 잭슨 (Jackson Wang)의 작업실 - 〈앙코르 (Encore)〉 발매 - 〈앙코르 (Encore)〉는 GOT7이 JYP 엔터테인먼트와의 전속계약 종료 후, 재계약 체결 없이 발매한 디지털 싱글로 JAY B가 총대를 메고 새로운 음반사와 전 과정에 직접 다 참여해 여러 가지 서류를 정리해서 발매했다. JAY B는 싱글 발매에 필요한 여러 가지 서류와 그 외의 실무적인 것들을 공부해가며 정리하면서 체력적으로는 힘들었지만, 많이 배울 수 있는 기회였다고 한다. | | | |
| 2020 | Artist                                                                    | GOT7                                                                      | GOT7                                                                      | GOT7                                                                      | GOT7                                                                      | GOT7 | | | |
| 2020 | 앨범 내용                                                                 | 《Breath of Love : Last Piece》                                           | 《Breath of Love : Last Piece》                                           | 《Breath of Love : Last Piece》                                           | 《Breath of Love : Last Piece》                                           | 《Breath of Love : Last Piece》 | | | |
| 2020 | 발매일                                                                    | 2020.11.30                                                                | 2020.11.30                                                                | 2020.11.30                                                                | 2020.11.30                                                                | 2020.11.30 | | | |
| 2020 | 〈SPECIAL〉                                                               | 〈SPECIAL〉                                                               | 〈SPECIAL〉                                                               | 〈SPECIAL〉                                                               | 〈SPECIAL〉                                                               | - 잭슨이 작사, 작곡한 곡으로 사랑하는 사람에게 지금 있는 그대로도 특별하다는 메시지를 전하는 노래다. 또한, GOT7을 응원해주는 I GOT7 (아가새)은 GOT7한테 특별하다는 뜻으로 GOT7은 응원해주는 여러분만 있으면 되고 응원해주는 여러분들은 지금 있는 그대로 GOT7한테 특별하다는 메시지. 청량감을 가득 담았고, 듣기만 해도 몸이 절로 움직여지는 신나는 랩과 멜로디가 특징이다. | - 잭슨이 작사, 작곡한 곡으로 사랑하는 사람에게 지금 있는 그대로도 특별하다는 메시지를 전하는 노래다. 또한, GOT7을 응원해주는 I GOT7 (아가새)은 GOT7한테 특별하다는 뜻으로 GOT7은 응원해주는 여러분만 있으면 되고 응원해주는 여러분들은 지금 있는 그대로 GOT7한테 특별하다는 메시지. 청량감을 가득 담았고, 듣기만 해도 몸이 절로 움직여지는 신나는 랩과 멜로디가 특징이다. | - 잭슨이 작사, 작곡한 곡으로 사랑하는 사람에게 지금 있는 그대로도 특별하다는 메시지를 전하는 노래다. 또한, GOT7을 응원해주는 I GOT7 (아가새)은 GOT7한테 특별하다는 뜻으로 GOT7은 응원해주는 여러분만 있으면 되고 응원해주는 여러분들은 지금 있는 그대로 GOT7한테 특별하다는 메시지. 청량감을 가득 담았고, 듣기만 해도 몸이 절로 움직여지는 신나는 랩과 멜로디가 특징이다. | - 잭슨이 작사, 작곡한 곡으로 사랑하는 사람에게 지금 있는 그대로도 특별하다는 메시지를 전하는 노래다. 또한, GOT7을 응원해주는 I GOT7 (아가새)은 GOT7한테 특별하다는 뜻으로 GOT7은 응원해주는 여러분만 있으면 되고 응원해주는 여러분들은 지금 있는 그대로 GOT7한테 특별하다는 메시지. 청량감을 가득 담았고, 듣기만 해도 몸이 절로 움직여지는 신나는 랩과 멜로디가 특징이다. |
| 2020 | Artist                                                                    | GOT7                                                                      | GOT7                                                                      | GOT7                                                                      | GOT7                                                                      | GOT7 | | | |
| 2020 | 앨범 내용                                                                 | 《DYE》                                                                   | 《DYE》                                                                   | 《DYE》                                                                   | 《DYE》                                                                   | 《DYE》 | | | |
| 2020 | 발매일                                                                    | 2020.04.20                                                                | 2020.04.20                                                                | 2020.04.20                                                                | 2020.04.20                                                                | 2020.04.20 | | | |
| 2020 | 〈God has return + Mańana (CD Only)〉 - 마크 투안 (Mark Tuan), 잭슨, 뱀뱀 | 〈God has return + Mańana (CD Only)〉 - 마크 투안 (Mark Tuan), 잭슨, 뱀뱀 | 〈God has return + Mańana (CD Only)〉 - 마크 투안 (Mark Tuan), 잭슨, 뱀뱀 | 〈God has return + Mańana (CD Only)〉 - 마크 투안 (Mark Tuan), 잭슨, 뱀뱀 | 〈God has return + Mańana (CD Only)〉 - 마크 투안 (Mark Tuan), 잭슨, 뱀뱀 | - 마크 투안 (Mark Tuan), 잭슨, 뱀뱀이 작사, 작곡에 참여한 유닛 곡. God has return(INTRO) + Mańana(스페인어로 내일이란 뜻)은 GOT7이 월드투어 처음으로 남미를 가게 되어 팬분들을 위해 스페인어 같은 분위기의 노래를 만들고 싶어서 마크 투안 (Mark Tuan), 잭슨, 뱀뱀이 만든 곡 | - 마크 투안 (Mark Tuan), 잭슨, 뱀뱀이 작사, 작곡에 참여한 유닛 곡. God has return(INTRO) + Mańana(스페인어로 내일이란 뜻)은 GOT7이 월드투어 처음으로 남미를 가게 되어 팬분들을 위해 스페인어 같은 분위기의 노래를 만들고 싶어서 마크 투안 (Mark Tuan), 잭슨, 뱀뱀이 만든 곡 | - 마크 투안 (Mark Tuan), 잭슨, 뱀뱀이 작사, 작곡에 참여한 유닛 곡. God has return(INTRO) + Mańana(스페인어로 내일이란 뜻)은 GOT7이 월드투어 처음으로 남미를 가게 되어 팬분들을 위해 스페인어 같은 분위기의 노래를 만들고 싶어서 마크 투안 (Mark Tuan), 잭슨, 뱀뱀이 만든 곡 | - 마크 투안 (Mark Tuan), 잭슨, 뱀뱀이 작사, 작곡에 참여한 유닛 곡. God has return(INTRO) + Mańana(스페인어로 내일이란 뜻)은 GOT7이 월드투어 처음으로 남미를 가게 되어 팬분들을 위해 스페인어 같은 분위기의 노래를 만들고 싶어서 마크 투안 (Mark Tuan), 잭슨, 뱀뱀이 만든 곡 |
| 2018 | Artist                                                                    | GOT7                                                                      | GOT7                                                                      | GOT7                                                                      | GOT7                                                                      | GOT7 | | | |
| 2018 | 앨범 내용                                                                 | 《Present : YOU & ME Edition》                                            | 《Present : YOU & ME Edition》                                            | 《Present : YOU & ME Edition》                                            | 《Present : YOU & ME Edition》                                            | 《Present : YOU & ME Edition》 | | | |
| 2018 | 발매일                                                                    | 2018.12.03                                                                | 2018.12.03                                                                | 2018.12.03                                                                | 2018.12.03                                                                | 2018.12.03 | | | |
| 2018 | 〈I Love It〉 - 잭슨, 뱀뱀, 유겸                                          | 〈I Love It〉 - 잭슨, 뱀뱀, 유겸                                          | 〈I Love It〉 - 잭슨, 뱀뱀, 유겸                                          | 〈I Love It〉 - 잭슨, 뱀뱀, 유겸                                          | 〈I Love It〉 - 잭슨, 뱀뱀, 유겸                                          | - 잭슨이 작사, 작곡에 참여한 곡. 잭슨, 뱀뱀, 유겸의 매력적인 보이스가 돋보이는 곡. | - 잭슨이 작사, 작곡에 참여한 곡. 잭슨, 뱀뱀, 유겸의 매력적인 보이스가 돋보이는 곡. | - 잭슨이 작사, 작곡에 참여한 곡. 잭슨, 뱀뱀, 유겸의 매력적인 보이스가 돋보이는 곡. | - 잭슨이 작사, 작곡에 참여한 곡. 잭슨, 뱀뱀, 유겸의 매력적인 보이스가 돋보이는 곡. |
| 2018 | 〈WOLO〉 - 잭슨, 뱀뱀, 유겸                                               | 〈WOLO〉 - 잭슨, 뱀뱀, 유겸                                               | 〈WOLO〉 - 잭슨, 뱀뱀, 유겸                                               | 〈WOLO〉 - 잭슨, 뱀뱀, 유겸                                               | 〈WOLO〉 - 잭슨, 뱀뱀, 유겸                                               | - 잭슨, 뱀뱀, 유겸이 작사, 작곡, 편곡에 참여한 유닛곡. ‘We Only Live Once’의 줄임말로 타인이 나를 어떻게 생각하는지 신경 쓰지 말고 한 번 사는 인생을 즐기자는 메시지를 담은 힙합곡. 또한, 뱀뱀은 무대 컨셉과 의상 아이디어를, 유겸은 안무를 만들었다. | - 잭슨, 뱀뱀, 유겸이 작사, 작곡, 편곡에 참여한 유닛곡. ‘We Only Live Once’의 줄임말로 타인이 나를 어떻게 생각하는지 신경 쓰지 말고 한 번 사는 인생을 즐기자는 메시지를 담은 힙합곡. 또한, 뱀뱀은 무대 컨셉과 의상 아이디어를, 유겸은 안무를 만들었다. | - 잭슨, 뱀뱀, 유겸이 작사, 작곡, 편곡에 참여한 유닛곡. ‘We Only Live Once’의 줄임말로 타인이 나를 어떻게 생각하는지 신경 쓰지 말고 한 번 사는 인생을 즐기자는 메시지를 담은 힙합곡. 또한, 뱀뱀은 무대 컨셉과 의상 아이디어를, 유겸은 안무를 만들었다. | - 잭슨, 뱀뱀, 유겸이 작사, 작곡, 편곡에 참여한 유닛곡. ‘We Only Live Once’의 줄임말로 타인이 나를 어떻게 생각하는지 신경 쓰지 말고 한 번 사는 인생을 즐기자는 메시지를 담은 힙합곡. 또한, 뱀뱀은 무대 컨셉과 의상 아이디어를, 유겸은 안무를 만들었다. |
| 2018 | 〈Hunger〉 - 잭슨 Solo                                                    | 〈Hunger〉 - 잭슨 Solo                                                    | 〈Hunger〉 - 잭슨 Solo                                                    | 〈Hunger〉 - 잭슨 Solo                                                    | 〈Hunger〉 - 잭슨 Solo                                                    | - 잭슨이 작사, 작곡, 편곡에 참여한 솔로곡. 제목처럼 여전히 배고프다는 의미로 어떤 어려움에도 굴복하지 않고 당당하게 맞서며 성장하겠다는 의미를 담은 잭슨의 솔로곡이다. | - 잭슨이 작사, 작곡, 편곡에 참여한 솔로곡. 제목처럼 여전히 배고프다는 의미로 어떤 어려움에도 굴복하지 않고 당당하게 맞서며 성장하겠다는 의미를 담은 잭슨의 솔로곡이다. | - 잭슨이 작사, 작곡, 편곡에 참여한 솔로곡. 제목처럼 여전히 배고프다는 의미로 어떤 어려움에도 굴복하지 않고 당당하게 맞서며 성장하겠다는 의미를 담은 잭슨의 솔로곡이다. | - 잭슨이 작사, 작곡, 편곡에 참여한 솔로곡. 제목처럼 여전히 배고프다는 의미로 어떤 어려움에도 굴복하지 않고 당당하게 맞서며 성장하겠다는 의미를 담은 잭슨의 솔로곡이다. |
| 2018 | 〈Phoenix〉 - 잭슨, 유겸                                                  | 〈Phoenix〉 - 잭슨, 유겸                                                  | 〈Phoenix〉 - 잭슨, 유겸                                                  | 〈Phoenix〉 - 잭슨, 유겸                                                  | 〈Phoenix〉 - 잭슨, 유겸                                                  | - 잭슨과 유겸이 작사, 작곡, 편곡에 참여한 유닛곡. 세상에 그 어떠한 힘든 일이 있어도 GOT7과 I GOT7 (아가새)이 함께라면 모든 상황이 긍정적으로 정리된다는 메시지를 전하는 듀엣곡이다. | - 잭슨과 유겸이 작사, 작곡, 편곡에 참여한 유닛곡. 세상에 그 어떠한 힘든 일이 있어도 GOT7과 I GOT7 (아가새)이 함께라면 모든 상황이 긍정적으로 정리된다는 메시지를 전하는 듀엣곡이다. | - 잭슨과 유겸이 작사, 작곡, 편곡에 참여한 유닛곡. 세상에 그 어떠한 힘든 일이 있어도 GOT7과 I GOT7 (아가새)이 함께라면 모든 상황이 긍정적으로 정리된다는 메시지를 전하는 듀엣곡이다. | - 잭슨과 유겸이 작사, 작곡, 편곡에 참여한 유닛곡. 세상에 그 어떠한 힘든 일이 있어도 GOT7과 I GOT7 (아가새)이 함께라면 모든 상황이 긍정적으로 정리된다는 메시지를 전하는 듀엣곡이다. |
| 2018 | Artist                                                                    | GOT7                                                                      | GOT7                                                                      | GOT7                                                                      | GOT7                                                                      | GOT7 | | | |
| 2018 | 앨범 내용                                                                 | 《Present : YOU》                                                         | 《Present : YOU》                                                         | 《Present : YOU》                                                         | 《Present : YOU》                                                         | 《Present : YOU》 | | | |
| 2018 | 발매일                                                                    | 2018.09.17                                                                | 2018.09.17                                                                | 2018.09.17                                                                | 2018.09.17                                                                | 2018.09.17 | | | |
| 2018 | 〈OMW〉 (Feat. 잭슨) - 마크 투안 (Mark Tuan) Solo                         | 〈OMW〉 (Feat. 잭슨) - 마크 투안 (Mark Tuan) Solo                         | 〈OMW〉 (Feat. 잭슨) - 마크 투안 (Mark Tuan) Solo                         | 〈OMW〉 (Feat. 잭슨) - 마크 투안 (Mark Tuan) Solo                         | 〈OMW〉 (Feat. 잭슨) - 마크 투안 (Mark Tuan) Solo                         | - 마크 (Mark Tuan)가 작사, 작곡에 참여한 마크 (Mark Tuan) 솔로곡. 〈OMW〉는 '나아가고 있다(on my way)'라는 의미로, '꿈과 성공을 향해 멈추지 않겠다'는 메시지를 전한다. 마크 (Mark Tuan)는 평소 잭슨과 같이 노래 만들자라는 얘기를 자주 했었고 이번 앨범에 솔로곡이 들어간다고 해서 마크 (Mark Tuan)가 하고 싶은 곡 느낌을 잭슨한테 얘기해서 트랙을 받고 마크 (Mark Tuan)가 만든 곡이다. 또한 마크 (Mark Tuan)가 혼자 부르면 조금 심플한 것 같아서 잭슨한테 피처링을 제안했다. | - 마크 (Mark Tuan)가 작사, 작곡에 참여한 마크 (Mark Tuan) 솔로곡. 〈OMW〉는 '나아가고 있다(on my way)'라는 의미로, '꿈과 성공을 향해 멈추지 않겠다'는 메시지를 전한다. 마크 (Mark Tuan)는 평소 잭슨과 같이 노래 만들자라는 얘기를 자주 했었고 이번 앨범에 솔로곡이 들어간다고 해서 마크 (Mark Tuan)가 하고 싶은 곡 느낌을 잭슨한테 얘기해서 트랙을 받고 마크 (Mark Tuan)가 만든 곡이다. 또한 마크 (Mark Tuan)가 혼자 부르면 조금 심플한 것 같아서 잭슨한테 피처링을 제안했다. | - 마크 (Mark Tuan)가 작사, 작곡에 참여한 마크 (Mark Tuan) 솔로곡. 〈OMW〉는 '나아가고 있다(on my way)'라는 의미로, '꿈과 성공을 향해 멈추지 않겠다'는 메시지를 전한다. 마크 (Mark Tuan)는 평소 잭슨과 같이 노래 만들자라는 얘기를 자주 했었고 이번 앨범에 솔로곡이 들어간다고 해서 마크 (Mark Tuan)가 하고 싶은 곡 느낌을 잭슨한테 얘기해서 트랙을 받고 마크 (Mark Tuan)가 만든 곡이다. 또한 마크 (Mark Tuan)가 혼자 부르면 조금 심플한 것 같아서 잭슨한테 피처링을 제안했다. | - 마크 (Mark Tuan)가 작사, 작곡에 참여한 마크 (Mark Tuan) 솔로곡. 〈OMW〉는 '나아가고 있다(on my way)'라는 의미로, '꿈과 성공을 향해 멈추지 않겠다'는 메시지를 전한다. 마크 (Mark Tuan)는 평소 잭슨과 같이 노래 만들자라는 얘기를 자주 했었고 이번 앨범에 솔로곡이 들어간다고 해서 마크 (Mark Tuan)가 하고 싶은 곡 느낌을 잭슨한테 얘기해서 트랙을 받고 마크 (Mark Tuan)가 만든 곡이다. 또한 마크 (Mark Tuan)가 혼자 부르면 조금 심플한 것 같아서 잭슨한테 피처링을 제안했다. |
| 2018 | 〈Made It〉 - 잭슨 Solo                                                   | 〈Made It〉 - 잭슨 Solo                                                   | 〈Made It〉 - 잭슨 Solo                                                   | 〈Made It〉 - 잭슨 Solo                                                   | 〈Made It〉 - 잭슨 Solo                                                   | - 잭슨이 작사, 작곡, 편곡에 참여한 잭슨 솔로곡. 젊음, 열정, 자신감을 키워드로 한 강렬한 트랙. 잭슨의 파워풀한 래핑이 돋보인다. | - 잭슨이 작사, 작곡, 편곡에 참여한 잭슨 솔로곡. 젊음, 열정, 자신감을 키워드로 한 강렬한 트랙. 잭슨의 파워풀한 래핑이 돋보인다. | - 잭슨이 작사, 작곡, 편곡에 참여한 잭슨 솔로곡. 젊음, 열정, 자신감을 키워드로 한 강렬한 트랙. 잭슨의 파워풀한 래핑이 돋보인다. | - 잭슨이 작사, 작곡, 편곡에 참여한 잭슨 솔로곡. 젊음, 열정, 자신감을 키워드로 한 강렬한 트랙. 잭슨의 파워풀한 래핑이 돋보인다. |
| 2017 | Artist                                                                    | GOT7                                                                      | GOT7                                                                      | GOT7                                                                      | GOT7                                                                      | GOT7 | | | |
| 2017 | 앨범 내용                                                                 | 《7 for 7》                                                               | 《7 for 7》                                                               | 《7 for 7》                                                               | 《7 for 7》                                                               | 《7 for 7》 | | | |
| 2017 | 발매일                                                                    | 2017.10.10                                                                | 2017.10.10                                                                | 2017.10.10                                                                | 2017.10.10                                                                | 2017.10.10 | | | |
| 2017 | 〈Face〉                                                                  | 〈Face〉                                                                  | 〈Face〉                                                                  | 〈Face〉                                                                  | 〈Face〉                                                                  | - 잭슨, 마크 (Mark Tuan), 뱀뱀이 랩 메이킹에 참여해 각각의 매력을 살려 애절하고 감미로운 사운드를 완성했다. 서정적인 코드 진행과 기타 리프가 파워풀한 힙합 비트에 믹스된 얼터너티브 힙합 트랙이다. | - 잭슨, 마크 (Mark Tuan), 뱀뱀이 랩 메이킹에 참여해 각각의 매력을 살려 애절하고 감미로운 사운드를 완성했다. 서정적인 코드 진행과 기타 리프가 파워풀한 힙합 비트에 믹스된 얼터너티브 힙합 트랙이다. | - 잭슨, 마크 (Mark Tuan), 뱀뱀이 랩 메이킹에 참여해 각각의 매력을 살려 애절하고 감미로운 사운드를 완성했다. 서정적인 코드 진행과 기타 리프가 파워풀한 힙합 비트에 믹스된 얼터너티브 힙합 트랙이다. | - 잭슨, 마크 (Mark Tuan), 뱀뱀이 랩 메이킹에 참여해 각각의 매력을 살려 애절하고 감미로운 사운드를 완성했다. 서정적인 코드 진행과 기타 리프가 파워풀한 힙합 비트에 믹스된 얼터너티브 힙합 트랙이다. |
| 2017 | Artist                                                                    | GOT7                                                                      | GOT7                                                                      | GOT7                                                                      | GOT7                                                                      | GOT7 | | | |
| 2017 | 앨범 내용                                                                 | 《FLIGHT LOG : ARRIVAL》                                                  | 《FLIGHT LOG : ARRIVAL》                                                  | 《FLIGHT LOG : ARRIVAL》                                                  | 《FLIGHT LOG : ARRIVAL》                                                  | 《FLIGHT LOG : ARRIVAL》 | | | |
| 2017 | 발매일                                                                    | 2017.03.13                                                                | 2017.03.13                                                                | 2017.03.13                                                                | 2017.03.13                                                                | 2017.03.13 | | | |
| 2017 | 〈Shopping Mall〉                                                         | 〈Shopping Mall〉                                                         | 〈Shopping Mall〉                                                         | 〈Shopping Mall〉                                                         | 〈Shopping Mall〉                                                         | - 잭슨이 작곡 / 잭슨・JAY B・마크 (Mark Tuan)・뱀뱀이 작사에 참여한 곡. 사랑하는 사람을 떠올리면 마치 쇼핑몰에 입장할 때처럼 설렘이 느껴진다는 위트있는 가사가 인상적인 노래. 어반 스타일이 가미된 일렉트로 힙합 장르의 곡으로, 청량한 멜로디 라인과 세련된 그루브가 어깨를 들썩이게 만든다. | - 잭슨이 작곡 / 잭슨・JAY B・마크 (Mark Tuan)・뱀뱀이 작사에 참여한 곡. 사랑하는 사람을 떠올리면 마치 쇼핑몰에 입장할 때처럼 설렘이 느껴진다는 위트있는 가사가 인상적인 노래. 어반 스타일이 가미된 일렉트로 힙합 장르의 곡으로, 청량한 멜로디 라인과 세련된 그루브가 어깨를 들썩이게 만든다. | - 잭슨이 작곡 / 잭슨・JAY B・마크 (Mark Tuan)・뱀뱀이 작사에 참여한 곡. 사랑하는 사람을 떠올리면 마치 쇼핑몰에 입장할 때처럼 설렘이 느껴진다는 위트있는 가사가 인상적인 노래. 어반 스타일이 가미된 일렉트로 힙합 장르의 곡으로, 청량한 멜로디 라인과 세련된 그루브가 어깨를 들썩이게 만든다. | - 잭슨이 작곡 / 잭슨・JAY B・마크 (Mark Tuan)・뱀뱀이 작사에 참여한 곡. 사랑하는 사람을 떠올리면 마치 쇼핑몰에 입장할 때처럼 설렘이 느껴진다는 위트있는 가사가 인상적인 노래. 어반 스타일이 가미된 일렉트로 힙합 장르의 곡으로, 청량한 멜로디 라인과 세련된 그루브가 어깨를 들썩이게 만든다. |
| 2017 | 〈OUT〉                                                                   | 〈OUT〉                                                                   | 〈OUT〉                                                                   | 〈OUT〉                                                                   | 〈OUT〉                                                                   | - 잭슨이 작사, 작곡에 참여한 곡. 트랩(Trap)기반의 힙합 곡. 일상으로부터의 해방을 꿈꾼다는 가사와 에너지 넘치는 비트가 어우러져, 자유롭고 싶은 심정을 표현했다. 신나는 사운드로 기분을 업 시킬 수 있는 노래다. | - 잭슨이 작사, 작곡에 참여한 곡. 트랩(Trap)기반의 힙합 곡. 일상으로부터의 해방을 꿈꾼다는 가사와 에너지 넘치는 비트가 어우러져, 자유롭고 싶은 심정을 표현했다. 신나는 사운드로 기분을 업 시킬 수 있는 노래다. | - 잭슨이 작사, 작곡에 참여한 곡. 트랩(Trap)기반의 힙합 곡. 일상으로부터의 해방을 꿈꾼다는 가사와 에너지 넘치는 비트가 어우러져, 자유롭고 싶은 심정을 표현했다. 신나는 사운드로 기분을 업 시킬 수 있는 노래다. | - 잭슨이 작사, 작곡에 참여한 곡. 트랩(Trap)기반의 힙합 곡. 일상으로부터의 해방을 꿈꾼다는 가사와 에너지 넘치는 비트가 어우러져, 자유롭고 싶은 심정을 표현했다. 신나는 사운드로 기분을 업 시킬 수 있는 노래다. |
| 2017 | 〈Go Higher〉                                                             | 〈Go Higher〉                                                             | 〈Go Higher〉                                                             | 〈Go Higher〉                                                             | 〈Go Higher〉                                                             | - JAY B・마크 (Mark Tuan)・뱀뱀・잭슨 작사, JAY B가 작곡에 참여한 곡. 트랩 힙합(Trap Hiphop)을 기반으로 하는 일렉트로닉 사운드가 흥을 돋운다. 마지막 땀 한 방울까지 털어 조금 더 높은 곳으로 올라가고자 하는 열망과 에너지를 느낄 수 있다. 무대에서 폭발하는 'GOT7'의 에너지를 고스란히 담고 있는 노래다. | - JAY B・마크 (Mark Tuan)・뱀뱀・잭슨 작사, JAY B가 작곡에 참여한 곡. 트랩 힙합(Trap Hiphop)을 기반으로 하는 일렉트로닉 사운드가 흥을 돋운다. 마지막 땀 한 방울까지 털어 조금 더 높은 곳으로 올라가고자 하는 열망과 에너지를 느낄 수 있다. 무대에서 폭발하는 'GOT7'의 에너지를 고스란히 담고 있는 노래다. | - JAY B・마크 (Mark Tuan)・뱀뱀・잭슨 작사, JAY B가 작곡에 참여한 곡. 트랩 힙합(Trap Hiphop)을 기반으로 하는 일렉트로닉 사운드가 흥을 돋운다. 마지막 땀 한 방울까지 털어 조금 더 높은 곳으로 올라가고자 하는 열망과 에너지를 느낄 수 있다. 무대에서 폭발하는 'GOT7'의 에너지를 고스란히 담고 있는 노래다. | - JAY B・마크 (Mark Tuan)・뱀뱀・잭슨 작사, JAY B가 작곡에 참여한 곡. 트랩 힙합(Trap Hiphop)을 기반으로 하는 일렉트로닉 사운드가 흥을 돋운다. 마지막 땀 한 방울까지 털어 조금 더 높은 곳으로 올라가고자 하는 열망과 에너지를 느낄 수 있다. 무대에서 폭발하는 'GOT7'의 에너지를 고스란히 담고 있는 노래다. |
| 2016 | Artist                                                                    | GOT7                                                                      | GOT7                                                                      | GOT7                                                                      | GOT7                                                                      | GOT7 | GOT7 | GOT7 | |
| 2016 | 앨범 내용                                                                 | 《FLIGHT LOG : TURBULENCE》                                               | 《FLIGHT LOG : TURBULENCE》                                               | 《FLIGHT LOG : TURBULENCE》                                               | 《FLIGHT LOG : TURBULENCE》                                               | 《FLIGHT LOG : TURBULENCE》 | 《FLIGHT LOG : TURBULENCE》 | 《FLIGHT LOG : TURBULENCE》 | |
| 2016 | 발매일                                                                    | 2016.09.27                                                                | 2016.09.27                                                                | 2016.09.27                                                                | 2016.09.27                                                                | 2016.09.27 | 2016.09.27 | 2016.09.27 | |
| 2016 | 〈Boom x3〉                                                               | 〈Boom x3〉                                                               | 〈Boom x3〉                                                               | 〈Boom x3〉                                                               | 〈Boom x3〉                                                               | - 잭슨이 작사, 작곡에 참여한 곡. 잭슨은 사람들이 파티 같은 분위기로 신날 때 주로 "Yeah~" 소리를 내는데 "신날 때 Yeah~ 말고 다른 표현이 없을까?", "신나는 다른 표현으로 Boom x3은 어때?"라는 생각으로 잭슨이 다른 트렌드를 만들고 싶어서 만든 곡. 특유의 넘치는 에너지가 고스란히 담겼다. 한마디로 'Boom!'이라고 표현할 수 있는 신나고 강렬한 힙합 노래이며 'Let's boom boom boom'이라는 후렴구가 중독성을 유발한다. | - 잭슨이 작사, 작곡에 참여한 곡. 잭슨은 사람들이 파티 같은 분위기로 신날 때 주로 "Yeah~" 소리를 내는데 "신날 때 Yeah~ 말고 다른 표현이 없을까?", "신나는 다른 표현으로 Boom x3은 어때?"라는 생각으로 잭슨이 다른 트렌드를 만들고 싶어서 만든 곡. 특유의 넘치는 에너지가 고스란히 담겼다. 한마디로 'Boom!'이라고 표현할 수 있는 신나고 강렬한 힙합 노래이며 'Let's boom boom boom'이라는 후렴구가 중독성을 유발한다.                                                           | - 잭슨이 작사, 작곡에 참여한 곡. 잭슨은 사람들이 파티 같은 분위기로 신날 때 주로 "Yeah~" 소리를 내는데 "신날 때 Yeah~ 말고 다른 표현이 없을까?", "신나는 다른 표현으로 Boom x3은 어때?"라는 생각으로 잭슨이 다른 트렌드를 만들고 싶어서 만든 곡. 특유의 넘치는 에너지가 고스란히 담겼다. 한마디로 'Boom!'이라고 표현할 수 있는 신나고 강렬한 힙합 노래이며 'Let's boom boom boom'이라는 후렴구가 중독성을 유발한다.                                                           | - 잭슨이 작사, 작곡에 참여한 곡. 잭슨은 사람들이 파티 같은 분위기로 신날 때 주로 "Yeah~" 소리를 내는데 "신날 때 Yeah~ 말고 다른 표현이 없을까?", "신나는 다른 표현으로 Boom x3은 어때?"라는 생각으로 잭슨이 다른 트렌드를 만들고 싶어서 만든 곡. 특유의 넘치는 에너지가 고스란히 담겼다. 한마디로 'Boom!'이라고 표현할 수 있는 신나고 강렬한 힙합 노래이며 'Let's boom boom boom'이라는 후렴구가 중독성을 유발한다.                                                           |
| 2016 | 〈노잼〉                                                                  | 〈노잼〉                                                                  | 〈노잼〉                                                                  | 〈노잼〉                                                                  | 〈노잼〉                                                                  | - 마크 (Mark Tuan), 유겸, 뱀뱀, 잭슨 작사, 마크 (Mark Tuan), 유겸 작곡. 마크 (Mark Tuan), 유겸이 작곡가 Frants와 의기투합해 만든 곡으로 밝고 신나는 TRAP/힙합 넘버다. 아무리 완벽한 파티라도 네가 없으면 아무런 의미가 없다는 마음을 애교 섞인 투정으로 재미있게 풀어냈다. | - 마크 (Mark Tuan), 유겸, 뱀뱀, 잭슨 작사, 마크 (Mark Tuan), 유겸 작곡. 마크 (Mark Tuan), 유겸이 작곡가 Frants와 의기투합해 만든 곡으로 밝고 신나는 TRAP/힙합 넘버다. 아무리 완벽한 파티라도 네가 없으면 아무런 의미가 없다는 마음을 애교 섞인 투정으로 재미있게 풀어냈다. | - 마크 (Mark Tuan), 유겸, 뱀뱀, 잭슨 작사, 마크 (Mark Tuan), 유겸 작곡. 마크 (Mark Tuan), 유겸이 작곡가 Frants와 의기투합해 만든 곡으로 밝고 신나는 TRAP/힙합 넘버다. 아무리 완벽한 파티라도 네가 없으면 아무런 의미가 없다는 마음을 애교 섞인 투정으로 재미있게 풀어냈다. | - 마크 (Mark Tuan), 유겸, 뱀뱀, 잭슨 작사, 마크 (Mark Tuan), 유겸 작곡. 마크 (Mark Tuan), 유겸이 작곡가 Frants와 의기투합해 만든 곡으로 밝고 신나는 TRAP/힙합 넘버다. 아무리 완벽한 파티라도 네가 없으면 아무런 의미가 없다는 마음을 애교 섞인 투정으로 재미있게 풀어냈다. |
| 2016 | 〈아파〉                                                                  | 〈아파〉                                                                  | 〈아파〉                                                                  | 〈아파〉                                                                  | 〈아파〉                                                                  | - 영재가 작사, 마크 (Mark Tuan)・잭슨이 랩 메이킹에 참여한 곡. 떠나간 여자에 대한 그리움을 표현한 R&B 곡으로, '깊이 파고들어와 너의 그 행동 말투 모든 게 다 또렷해져' '바보 같은 내 가슴은 왜 자꾸 이러는 건지' 등의 가사로 헤어진 여자의 행동, 말투, 표정이 자꾸 그려져서 힘들어하는 남자의 심정을 담았다. | - 영재가 작사, 마크 (Mark Tuan)・잭슨이 랩 메이킹에 참여한 곡. 떠나간 여자에 대한 그리움을 표현한 R&B 곡으로, '깊이 파고들어와 너의 그 행동 말투 모든 게 다 또렷해져' '바보 같은 내 가슴은 왜 자꾸 이러는 건지' 등의 가사로 헤어진 여자의 행동, 말투, 표정이 자꾸 그려져서 힘들어하는 남자의 심정을 담았다. | - 영재가 작사, 마크 (Mark Tuan)・잭슨이 랩 메이킹에 참여한 곡. 떠나간 여자에 대한 그리움을 표현한 R&B 곡으로, '깊이 파고들어와 너의 그 행동 말투 모든 게 다 또렷해져' '바보 같은 내 가슴은 왜 자꾸 이러는 건지' 등의 가사로 헤어진 여자의 행동, 말투, 표정이 자꾸 그려져서 힘들어하는 남자의 심정을 담았다. | - 영재가 작사, 마크 (Mark Tuan)・잭슨이 랩 메이킹에 참여한 곡. 떠나간 여자에 대한 그리움을 표현한 R&B 곡으로, '깊이 파고들어와 너의 그 행동 말투 모든 게 다 또렷해져' '바보 같은 내 가슴은 왜 자꾸 이러는 건지' 등의 가사로 헤어진 여자의 행동, 말투, 표정이 자꾸 그려져서 힘들어하는 남자의 심정을 담았다. |
| 2015 | Artist                                                                    | GOT7                                                                      | GOT7                                                                      | GOT7                                                                      | GOT7                                                                      | GOT7 | | | |
| 2015 | 앨범 내용                                                                 | 《MAD Winter Edition》                                                    | 《MAD Winter Edition》                                                    | 《MAD Winter Edition》                                                    | 《MAD Winter Edition》                                                    | 《MAD Winter Edition》 | | | |
| 2015 | 발매일                                                                    | 2015.11.23                                                                | 2015.11.23                                                                | 2015.11.23                                                                | 2015.11.23                                                                | 2015.11.23 | | | |
| 2015 | 〈고백송〉                                                                | 〈고백송〉                                                                | 〈고백송〉                                                                | 〈고백송〉                                                                | 〈고백송〉                                                                | - JYP 수장 박진영이 작사, 작곡, 편곡 참여. 잭슨 (with 크루셜 스타)이 랩 메이킹에 참여했다. 용기가 없는 남자가 노래를 빌려 사랑을 고백한다는 내용을 담고 있다. 겨울 감성 자극하는 달콤한 노래. | - JYP 수장 박진영이 작사, 작곡, 편곡 참여. 잭슨 (with 크루셜 스타)이 랩 메이킹에 참여했다. 용기가 없는 남자가 노래를 빌려 사랑을 고백한다는 내용을 담고 있다. 겨울 감성 자극하는 달콤한 노래. | - JYP 수장 박진영이 작사, 작곡, 편곡 참여. 잭슨 (with 크루셜 스타)이 랩 메이킹에 참여했다. 용기가 없는 남자가 노래를 빌려 사랑을 고백한다는 내용을 담고 있다. 겨울 감성 자극하는 달콤한 노래. | - JYP 수장 박진영이 작사, 작곡, 편곡 참여. 잭슨 (with 크루셜 스타)이 랩 메이킹에 참여했다. 용기가 없는 남자가 노래를 빌려 사랑을 고백한다는 내용을 담고 있다. 겨울 감성 자극하는 달콤한 노래. |
| 2015 | Artist                                                                    | GOT7                                                                      | GOT7                                                                      | GOT7                                                                      | GOT7                                                                      | GOT7 | | | |
| 2015 | 앨범 내용                                                                 | 《MAD》                                                                   | 《MAD》                                                                   | 《MAD》                                                                   | 《MAD》                                                                   | 《MAD》 | | | |
| 2015 | 발매일                                                                    | 2015.09.29                                                                | 2015.09.29                                                                | 2015.09.29                                                                | 2015.09.29                                                                | 2015.09.29 | | | |
| 2015 | 〈느낌이 좋아〉                                                           | 〈느낌이 좋아〉                                                           | 〈느낌이 좋아〉                                                           | 〈느낌이 좋아〉                                                           | 〈느낌이 좋아〉                                                           | - 느낌이 좋아"는 비트박스와 강한 신스 베이스가 어우러진 얼반 팝 장르의 곡이다. 팝적인 멜로디 라인과 'GOT7'의 매력이 더해져 신나는 리듬이 인상적이다. 잭슨과 마크 (Mark Tuan)가 랩 메이킹에 참여했다. | - 느낌이 좋아"는 비트박스와 강한 신스 베이스가 어우러진 얼반 팝 장르의 곡이다. 팝적인 멜로디 라인과 'GOT7'의 매력이 더해져 신나는 리듬이 인상적이다. 잭슨과 마크 (Mark Tuan)가 랩 메이킹에 참여했다. | - 느낌이 좋아"는 비트박스와 강한 신스 베이스가 어우러진 얼반 팝 장르의 곡이다. 팝적인 멜로디 라인과 'GOT7'의 매력이 더해져 신나는 리듬이 인상적이다. 잭슨과 마크 (Mark Tuan)가 랩 메이킹에 참여했다. | - 느낌이 좋아"는 비트박스와 강한 신스 베이스가 어우러진 얼반 팝 장르의 곡이다. 팝적인 멜로디 라인과 'GOT7'의 매력이 더해져 신나는 리듬이 인상적이다. 잭슨과 마크 (Mark Tuan)가 랩 메이킹에 참여했다. |
| 2015 | 〈GOOD〉                                                                  | 〈GOOD〉                                                                  | 〈GOOD〉                                                                  | 〈GOOD〉                                                                  | 〈GOOD〉                                                                  | - "GOOD"은 디스코와 펑키 장르의 요소가 적절히 믹스된 곡이다. 후렴구의 독특한 스트링과 재치있는 가사가 기타, 베이스, 신스 사운드와 조화를 이루며 듣는 재미를 더한다. 잭슨과 마크 (Mark Tuan)가 랩 메이킹에 참여했다. | - "GOOD"은 디스코와 펑키 장르의 요소가 적절히 믹스된 곡이다. 후렴구의 독특한 스트링과 재치있는 가사가 기타, 베이스, 신스 사운드와 조화를 이루며 듣는 재미를 더한다. 잭슨과 마크 (Mark Tuan)가 랩 메이킹에 참여했다. | - "GOOD"은 디스코와 펑키 장르의 요소가 적절히 믹스된 곡이다. 후렴구의 독특한 스트링과 재치있는 가사가 기타, 베이스, 신스 사운드와 조화를 이루며 듣는 재미를 더한다. 잭슨과 마크 (Mark Tuan)가 랩 메이킹에 참여했다. | - "GOOD"은 디스코와 펑키 장르의 요소가 적절히 믹스된 곡이다. 후렴구의 독특한 스트링과 재치있는 가사가 기타, 베이스, 신스 사운드와 조화를 이루며 듣는 재미를 더한다. 잭슨과 마크 (Mark Tuan)가 랩 메이킹에 참여했다. |
| 2015 | 〈Tic Tic Tok〉                                                           | 〈Tic Tic Tok〉                                                           | 〈Tic Tic Tok〉                                                           | 〈Tic Tic Tok〉                                                           | 〈Tic Tic Tok〉                                                           | - 'Tic Tic Tok'은 딥 하우스 장르의 곡으로, 베이스와 보컬 샘플의 그루브가 인상적이다. 잭슨이 랩 메이킹에 참여했다. | - 'Tic Tic Tok'은 딥 하우스 장르의 곡으로, 베이스와 보컬 샘플의 그루브가 인상적이다. 잭슨이 랩 메이킹에 참여했다. | - 'Tic Tic Tok'은 딥 하우스 장르의 곡으로, 베이스와 보컬 샘플의 그루브가 인상적이다. 잭슨이 랩 메이킹에 참여했다. | - 'Tic Tic Tok'은 딥 하우스 장르의 곡으로, 베이스와 보컬 샘플의 그루브가 인상적이다. 잭슨이 랩 메이킹에 참여했다. |
| 2015 | Artist                                                                    | GOT7                                                                      | GOT7                                                                      | GOT7                                                                      | GOT7                                                                      | GOT7 | | | |
| 2015 | 앨범 내용                                                                 | 《Just Right》                                                            | 《Just Right》                                                            | 《Just Right》                                                            | 《Just Right》                                                            | 《Just Right》 | | | |
| 2015 | 발매일                                                                    | 2015.07.13                                                                | 2015.07.13                                                                | 2015.07.13                                                                | 2015.07.13                                                                | 2015.07.13 | | | |
| 2015 | 〈Back To Me〉                                                            | 〈Back To Me〉                                                            | 〈Back To Me〉                                                            | 〈Back To Me〉                                                            | 〈Back To Me〉                                                            | - 그루브 가득하고 Funky한 트랙 위에 GOT7만의 상큼하고 청량한 에너지가 섞여 또 다른 매력을 선사해주는 곡. 마크 (Mark Tuan)와 잭슨이 랩 메이킹에 참여했다. | - 그루브 가득하고 Funky한 트랙 위에 GOT7만의 상큼하고 청량한 에너지가 섞여 또 다른 매력을 선사해주는 곡. 마크 (Mark Tuan)와 잭슨이 랩 메이킹에 참여했다. | - 그루브 가득하고 Funky한 트랙 위에 GOT7만의 상큼하고 청량한 에너지가 섞여 또 다른 매력을 선사해주는 곡. 마크 (Mark Tuan)와 잭슨이 랩 메이킹에 참여했다. | - 그루브 가득하고 Funky한 트랙 위에 GOT7만의 상큼하고 청량한 에너지가 섞여 또 다른 매력을 선사해주는 곡. 마크 (Mark Tuan)와 잭슨이 랩 메이킹에 참여했다. |
| 2014 | Artist                                                                    | GOT7                                                                      | GOT7                                                                      | GOT7                                                                      | GOT7                                                                      | GOT7 | | | |
| 2014 | 앨범 내용                                                                 | 《Identify》                                                              | 《Identify》                                                              | 《Identify》                                                              | 《Identify》                                                              | 《Identify》 | | | |
| 2014 | 발매일                                                                    | 2014.11.18                                                                | 2014.11.18                                                                | 2014.11.18                                                                | 2014.11.18                                                                | 2014.11.18 | | | |
| 2014 | 〈그냥 오늘밤〉                                                           | 〈그냥 오늘밤〉                                                           | 〈그냥 오늘밤〉                                                           | 〈그냥 오늘밤〉                                                           | 〈그냥 오늘밤〉                                                           | - 현대 음악에서 많이 쓰이는 보이스를 루프 시키는 형식이 들어간 임팩트 있는 힙합느낌의 비트곡이다. 연인 사이에 설레는 감정을 풀어내 GOT7 멤버들 각자의 감성적이고 개성 있는 랩이 인상적이다. 잭슨 (with Ryan IM)이 랩 메이킹에 참여했다. | - 현대 음악에서 많이 쓰이는 보이스를 루프 시키는 형식이 들어간 임팩트 있는 힙합느낌의 비트곡이다. 연인 사이에 설레는 감정을 풀어내 GOT7 멤버들 각자의 감성적이고 개성 있는 랩이 인상적이다. 잭슨 (with Ryan IM)이 랩 메이킹에 참여했다. | - 현대 음악에서 많이 쓰이는 보이스를 루프 시키는 형식이 들어간 임팩트 있는 힙합느낌의 비트곡이다. 연인 사이에 설레는 감정을 풀어내 GOT7 멤버들 각자의 감성적이고 개성 있는 랩이 인상적이다. 잭슨 (with Ryan IM)이 랩 메이킹에 참여했다. | - 현대 음악에서 많이 쓰이는 보이스를 루프 시키는 형식이 들어간 임팩트 있는 힙합느낌의 비트곡이다. 연인 사이에 설레는 감정을 풀어내 GOT7 멤버들 각자의 감성적이고 개성 있는 랩이 인상적이다. 잭슨 (with Ryan IM)이 랩 메이킹에 참여했다. |
| 2014 | 〈달빛〉                                                                  | 〈달빛〉                                                                  | 〈달빛〉                                                                  | 〈달빛〉                                                                  | 〈달빛〉                                                                  | - 피아노가 주 악기로 쓰인 곡으로 따뜻한 분위기에 강한 드럼이 더해져 더욱더 오묘한 분위기가 돋보인다. 사랑하는 연인에게 전하고 싶은 이야기를 부드럽고 솔직하게 GOT7의 감미롭고 담백한 목소리에 담았다. 잭슨 (with Noday, Chloe)이 랩 메이킹에 참여했다. | - 피아노가 주 악기로 쓰인 곡으로 따뜻한 분위기에 강한 드럼이 더해져 더욱더 오묘한 분위기가 돋보인다. 사랑하는 연인에게 전하고 싶은 이야기를 부드럽고 솔직하게 GOT7의 감미롭고 담백한 목소리에 담았다. 잭슨 (with Noday, Chloe)이 랩 메이킹에 참여했다. | - 피아노가 주 악기로 쓰인 곡으로 따뜻한 분위기에 강한 드럼이 더해져 더욱더 오묘한 분위기가 돋보인다. 사랑하는 연인에게 전하고 싶은 이야기를 부드럽고 솔직하게 GOT7의 감미롭고 담백한 목소리에 담았다. 잭슨 (with Noday, Chloe)이 랩 메이킹에 참여했다. | - 피아노가 주 악기로 쓰인 곡으로 따뜻한 분위기에 강한 드럼이 더해져 더욱더 오묘한 분위기가 돋보인다. 사랑하는 연인에게 전하고 싶은 이야기를 부드럽고 솔직하게 GOT7의 감미롭고 담백한 목소리에 담았다. 잭슨 (with Noday, Chloe)이 랩 메이킹에 참여했다. |
| 2014 | Artist                                                                    | GOT7                                                                      | GOT7                                                                      | GOT7                                                                      | GOT7                                                                      | GOT7 | | | |
| 2014 | 앨범 내용                                                                 | 《GOT♡》                                                                  | 《GOT♡》                                                                  | 《GOT♡》                                                                  | 《GOT♡》                                                                  | 《GOT♡》 | | | |
| 2014 | 발매일                                                                    | 2014.06.23                                                                | 2014.06.23                                                                | 2014.06.23                                                                | 2014.06.23                                                                | 2014.06.23 | | | |
| 2014 | 〈U Got Me〉                                                              | 〈U Got Me〉                                                              | 〈U Got Me〉                                                              | 〈U Got Me〉                                                              | 〈U Got Me〉                                                              | - "U got Me"는 드럼을 메인 악기로 사용했으며, 그 동안 많이 시도 해보지 않은 스타일과 말하듯이 힘을 뺀 부드러운 랩이 신선하게 느껴진다. 프리 코러스와 브릿지에서 달콤한 보컬이 분위기를 부드럽게 전환시켜준다. Noday와 Chloe의 프로듀싱과 GOT7의 잭슨이 랩 메이킹에 참여해 완성도를 높였다. | - "U got Me"는 드럼을 메인 악기로 사용했으며, 그 동안 많이 시도 해보지 않은 스타일과 말하듯이 힘을 뺀 부드러운 랩이 신선하게 느껴진다. 프리 코러스와 브릿지에서 달콤한 보컬이 분위기를 부드럽게 전환시켜준다. Noday와 Chloe의 프로듀싱과 GOT7의 잭슨이 랩 메이킹에 참여해 완성도를 높였다. | - "U got Me"는 드럼을 메인 악기로 사용했으며, 그 동안 많이 시도 해보지 않은 스타일과 말하듯이 힘을 뺀 부드러운 랩이 신선하게 느껴진다. 프리 코러스와 브릿지에서 달콤한 보컬이 분위기를 부드럽게 전환시켜준다. Noday와 Chloe의 프로듀싱과 GOT7의 잭슨이 랩 메이킹에 참여해 완성도를 높였다. | - "U got Me"는 드럼을 메인 악기로 사용했으며, 그 동안 많이 시도 해보지 않은 스타일과 말하듯이 힘을 뺀 부드러운 랩이 신선하게 느껴진다. 프리 코러스와 브릿지에서 달콤한 보컬이 분위기를 부드럽게 전환시켜준다. Noday와 Chloe의 프로듀싱과 GOT7의 잭슨이 랩 메이킹에 참여해 완성도를 높였다. |

## 참여 음반
| 연도   | Artist              | 참고 문서                       |
| ------ | ------------------- | ------------------------------- |
| 2014 ~ | Jackson Wang (잭슨) | - Jackson Wang의 참여 음반 목록 |

## 기사・인터뷰

### 잭슨 (Jackson Wang)
| 연도 | Artist              | 제목                                                                                 | 제공                  |
| ---- | ------------------- | ------------------------------------------------------------------------------------ | --------------------- |
| 2021 | 잭슨 (Jackson Wang) | '잭슨이라는 이름의 도약' 지금, 잭슨을 설명하는 일곱 가지 키워드                      | Harper's BAZAAR Korea |
| 2021 | 잭슨 (Jackson Wang) | "가수・MV 제작・레이블・패션"…잭슨 X 매니저, 24시간 모자란 일상 공개 (전참시) (종합) | 엑스포츠뉴스          |

### GOT7
| 연도 | Artist | 기사 인터뷰 | 제목                                                                 | 앨범명                          | 제공           |
| ---- | ------ | ----------- | -------------------------------------------------------------------- | ------------------------------- | -------------- |
| 2021 | GOT7   | 음반        | 갓세븐, 신곡 '앙코르'에 담은 약속…"널 위해 부를게, 남아있는 날도"    | 《Encore》                      | 조이뉴스24     |
| 2021 | GOT7   | 음반        | 갓세븐 진영, 신곡 ‘앙코르’ 작사-작곡 소감 “팬들께 마음 전하려 쓴 곡” | 《Encore》                      | 한국경제       |
| 2021 | GOT7   | 음반        | 갓세븐, 완전체 신곡 '앙코르' 깜짝 발표 "갓세븐은 영원하다"           | 《Encore》                      | 헤럴드POP      |
| 2021 | GOT7   | 음반        | 갓세븐, JYP 떠났다 “아가새 위한 음악 계속” (손편지 전문)             | 《Encore》                      | MK스포츠       |
| 2020 | GOT7   | 음반        | (투데이IS) GOT7, 2년만 정규 컴백…직접 소개하는 자작곡                | 《Breath of Love : Last Piece》 | 일간스포츠     |
| 2018 | GOT7   | 음반        | 갓세븐 잭슨 “솔로곡 ‘Made It’, 젊음의 패기 보여주고파”               | 《Present : YOU》               | 스포츠월드     |
| 2018 | GOT7   | 음반        | (S종합) 갓세븐, “이유 있는 자신감” 7人7色 매력 담은 앨범으로 컴백    | 《Present : YOU》               | 스타데일리뉴스 |
| 2017 | GOT7   | 음반        | (스타캐스트) GOT7의 숫자 7, for 7                                    | 《7 for 7》                     | 네이버         |
| 2017 | GOT7   | 음반        | (읽는신곡) "자유 비행 시작"...GOT7, '성장'을 증명하다                | 《7 for 7》                     | 스포츠조선     |
| 2016 | GOT7   | 음반        | 잭슨 “타이틀 곡 ‘Fly’, 지금까지 갓세븐 노래 중 가장 벅찬 고백송”     | 《FLIGHT LOG : DEPARTURE》      | 시선뉴스       |